# ピカルの定理
『ピカルの定理』（ピカルのていり）は、フジテレビ系列で2010年10月20日（19日深夜）から2013年9月4日まで放送されていたバラエティ番組。番組名は実在する数学の定理「ピカールの定理」から採られているが、あえて無関係だと主張している。略称は「ピカル」。番組キャッチフレーズは「いつかゴールデンで、ピカってみせる。（1stシーズン）」「ピカリの彼方へ、さぁ、行こう。（2ndシーズン）」「今こそ、ピカル瞬間（とき）が来た。（3rdシーズン）」「この定理、“進化”で証明してみせる。（4thシーズン）」。

## 概要
フジテレビの近くにあるシュッとした金のオブジェこと「自由の炎」の台座の中にあるとされる、次世代を担う芸能人のためにある架空の修行の場ピカルドームにて、まだピカッてない芸人が誰とも被らない存在になる＝ピカるべく修行するという設定の元、トークやコントを行う。
放送開始当初は番組曰く「期待されていなかった」との事で、1stシーズンの視聴率も平均3%弱（関東地区・ビデオリサーチ社調べ、以下略）と時間帯としては良くも悪くもない程度の数字であったが、野外イベントでは2,500人のファンが詰め掛ける盛況ぶりを見せ、フジテレビのリアルタイム投稿サービス「イマつぶ」においても『笑っていいとも!』に次ぐ2位を記録するなど、番組の人気は徐々に上昇していく。
2011年4月より、土曜23時枠の全国ネットに昇格。同枠にコント番組が入るのは『リチャードホール』以来となる（『リチャードホール』も深夜からの昇格）。同年6月から12月までは月1回サタデー・ナイト・ライブ JPNの放送が入っていたため、この週は放送を休止していた。この番組にもピカリ隊がレギュラーキャストとして出演していた。
土曜23時台に移ってからしばらくの間は、『チューボーですよ!』（TBS）、『SmaSTATION!!』（テレビ朝日）などの影響で平均視聴率6%台と苦戦していたが、夏休みの時期を境に急上昇し、平均9%台をコンスタントに記録する人気番組となった。
これを受けて、2012年4月から水曜22時台のプライムタイムへ昇格した。同時に土曜夜23時台はドラマ枠になり、2014年10月の『ミレニアムズ』までバラエティ枠は中断した。水曜22時枠にお笑い番組が入るのは『爆笑レッドシアター』以来となり、『レッドシアター』もまた深夜から昇格している。この頃には、日本PTA全国協議会の「子供に見せたくない番組」にランクインされた。
さらに、2013年4月から、毎週水曜19:57 - 20:54のゴールデンタイムに昇格。同枠にお笑い番組が入るのは『はねるのトびら』が2012年9月で終了して以来半年振りとなる。同時に水曜夜10時枠はドラマ枠になり、1999年10月の『明石家マンション物語』から13年半続いてきたバラエティ枠は一旦途絶えることになった。
コカ・コーラが筆頭スポンサーになってからは、不定期（主にコカ・コーラ製品のキャンペーン開始時期）にピカリ隊が登場する当番組限定のスペシャル仕様のCMが放送されている。内容はコント仕立てになっており、番組内のコントの登場人物がコカ・コーラの製品やキャンペーンを紹介している。なお、当初はスペシャルCM放送時間は1分間だったが、ゴールデンタイム移動後の2013年4月より30秒に縮小した。
ゴールデン昇格後の視聴率は平均5%台で一度も2ケタ台にならず、苦戦を強いられた。2013年9月4日を以って番組は終了。3年間の歴史に幕を下ろした。本番組終了後、この枠は昇格以前に放送していた『世界行ってみたらホントはこんなトコだった!?』に戻る。
番組最終回の収録後の打ち上げは、お台場合衆国内の居酒屋えぐざいるで細々と行われていた(フジテレビの関連施設であり、飲食代は全てフジテレビ社内の経費となるため、実質予算ほぼゼロに等しいとされる)ことを、大悟に『めちゃ×2イケてるッ!』の「ほんとにあったフジ縛霊の怖い話」コーナーで暴露されている。

### 放送時間の変遷
| 放送期間 | 放送期間 | 放送曜日             | 放送時間 (JST)        |
| -------- | -------- | -------------------- | --------------------- |
| 2010.10  | 2011.03  | 水曜日（火曜日深夜） | 00:45 - 01:10（25分） |
| 2011.04  | 2012.03  | 土曜日               | 23:10 - 23:55（45分） |
| 2012.04  | 2013.03  | 水曜日               | 22:00 - 22:54（54分） |
| 2013.04  | 2013.09  | 水曜日               | 19:57 - 20:54（57分） |

## 出演者

### ピカリ隊（レギュラーメンバー）
固定されたレギュラーはなく、番組初期には古参メンバーに関しても「入れ替える可能性は常にある」と明言していたが、実際には女性メンバーの交代など小規模なものに留まり、4thシーズン移行時にはメンバー変更も行われなかった。
番組終了時点のメンバー
- ピース（綾部祐二、又吉直樹）
- モンスターエンジン（西森洋一、大林健二[注 3]）
- ハライチ（岩井勇気、澤部佑）
- 平成ノブシコブシ（徳井健太、吉村崇）
- 渡辺直美 - 2ndシーズンから加入
- 西内まりや - 3rdシーズンから加入
- 加賀美セイラ - 同上
- 千鳥（大悟、ノブ） - 同上

過去のメンバー
- 大島麻衣 - 2ndシーズンまで出演
- 平野綾 - 1stシーズンのみ
- おかもとまり - 1stシーズンのみ
- 夏菜 - 2ndシーズンのみ

### コーナーレギュラー
- 嘉門達夫（ショートコーナー「パチモンマーチ」）

## 放送リスト

### 1stシーズン
| 1stシーズン     | 1stシーズン                                                                    | 1stシーズン                                          | 1stシーズン                    | 1stシーズン                                |
| 放送日          | コント                                                                         | コーナー                                             | ゲスト                         | 備考                                       |
| --------------- | ------------------------------------------------------------------------------ | ---------------------------------------------------- | ------------------------------ | ------------------------------------------ |
| 2010年 10月20日 | モテキ 気にしすぎるプロデューサー                                              | ピカルトーク                                         | 土屋アンナ                     | 15分遅延 （1:00 - 1:25）                   |
| 10月27日        | 綾部先生と又吉先生 ビバリとルイ                                                | ピカルトーク Picatter                                | 土屋アンナ                     |                                            |
| 11月3日         | 市川エベ蔵 早替り 破転校生 「和」の力 ニシムラ監督                             | ピカルトーク Picatter                                | 高田延彦                       |                                            |
| 11月10日        | 大家族のプロたち 復顔                                                          | ピカルトーク Picatter ゴシップピカール               | IMALU キングオブコメディ       |                                            |
| 11月17日        | シンキングタイム ビバリとルイ 説教                                             | ピカルトーク Picatter ゴシップピカール               | 中村佑介 渡辺直美              |                                            |
| 11月21日(日）   | 気にしすぎるプロデューサー 大家族のプロたち シンキングタイム 婚約会見 破転校生 | Picatter ゴシップピカール                            | トミドコロ 渡辺直美            | 意外と期待されてるスペシャル （1:35-2:50)  |
| 11月24日        | オレンジの衝撃 ベストパフォーマンスアワード2010                                | ピカルトーク Picatter                                | トミドコロ                     |                                            |
| 12月1日         | 破転校生 ベストパフォーマンスアワード2010                                      | ピカルトーク Picatter                                | 後藤ひろひと                   |                                            |
| 12月8日         | &吉村合わせ技 ビバリとルイ                                                     | ピカルトーク Picatter                                | ベッキー                       |                                            |
| 12月15日        | オレンジの衝撃 アイドル澤子と野田森社長 気にしすぎるプロデューサー 持ってる男  | V振り Picatter ニカクの頼んまっせ！ランキング        |                                |                                            |
| 12月22日        | 体育館裏困り隊 ビバリとルイ とんこつくん オレンジの衝撃                        | V振り                                                |                                | 20分遅延 （1:05 - 1:30）                   |
| 2011年 1月12日  | 体育館裏困り隊 ビバリとルイ 仏像                                               | V振り Picatter                                       |                                | 20分遅延 （1:05 - 1:30）                   |
| 1月19日         | オレンジの衝撃 とんこつくん ピカルニュース 破転校生                            | V振り Picatter ニカクの頼んまっせ！ランキング        |                                |                                            |
| 1月26日         | 体育館裏困り隊 ビバリとルイ 仏像芸人                                           | V振り Picatter ニカクの頼んまっせ！ランキング        | 中田敦彦（オリエンタルラジオ） |                                            |
| 2月2日          | オレンジの衝撃 女子会 とんこつくん                                             | V振り Picatter 楽屋あいさつ                          |                                |                                            |
| 2月9日          | 体育館裏困り隊 ビバリとルイ とんこつくん                                       | V振り 楽屋あいさつ                                   | 中田敦彦（オリエンタルラジオ） |                                            |
| 2月16日         | ビバリとルイ 特別編 とんこつくん 特別編 オレンジの衝撃 特別編                  | 理想の告白 Picatter 体育館裏困り隊「困ったLOVE」歌唱 |                                | 「バレンがタインしちゃうSP」 公開収録      |
| 2月23日         | オレンジの衝撃 クレーム処理の男 テブラーシカ                                   | ピカルMCワンクエッション Picatter                    | デーブ・スペクター             | 15分遅延 （1:00 - 1:25）                   |
| 3月2日          | ビバリとルイ クイズ！？ピカってこたえて                                        | ピカルトーク 楽屋あいさつ                            | 槇原敬之 渡辺直美              |                                            |
| 3月9日          | 女子会 怪盗老ワイヤル 仏像芸人                                                 | V振り PCR1/8 芸人と恋したら…                         |                                |                                            |
| 3月16日         | SPP とんこつくん テブラーシカ                                                  | V振り 楽屋あいさつ ゴシップピカール                  |                                | 33分遅延 （1:18 - 1:43）                   |
| 3月23日         | 体育館裏困り隊 とんこつくん                                                    | 4月から土曜11時に昇格！                              | 牧原俊幸                       | 1stシーズン最終回 30分遅延 （1:15 - 1:40） |

### 2ndシーズン
| 2ndシーズン   | 2ndシーズン | 2ndシーズン | 2ndシーズン                                                                              | 2ndシーズン | 2ndシーズン                                            |
| 放送日        | 視聴率      | コント | コーナー                                                                                 | ゲスト | 備考                                                   |
| ------------- | ----------- | --- | ---------------------------------------------------------------------------------------- | --- | ------------------------------------------------------ |
| 4月16日       | 5.4%        | ビバリとルイ オレンジの衝撃 ナイスカップル アトウレイジ                                                                                         | 潜入！リアルすぎるスコープ やっぱし今夜はフォルテッシモ                                  | 堂本剛（KinKi Kids） | 20分遅延 （23:30-翌0:15）                              |
| 4月23日       | 5.7%        | クイズ！？ピカってこたえて フェティッシュ テブラーシカ ビバリとルイ ちょいちょい 白鳥美麗物語                                                   | ピカリ隊覚えてくださいキャンペーン やっぱし今夜はフォルテッシモ                          | 北乃きい トリンドル玲奈 | 30分遅延 （23:40-翌0:25）                              |
| 4月30日       | 8.0%        | Kiss＆Cry オレンジの衝撃 テブラーシカ ビバリとルイ 女子会                                                                                       | ピカリ隊覚えてくださいキャンペーン やっぱし今夜はフォルテッシモ                          | キマグレン ローラ |                                                        |
| 5月7日        | 6.4%        | 攻めないプロデューサー ちょいちょい フェティッシュ テブラーシカ モリネーター アトウレイジ                                                       | ピカリ隊覚えてくださいキャンペーン PCR1/7 芸人と恋したら…                                | スザンヌ |                                                        |
| 5月14日       | 6.4%        | 偲んで… あ、うん オレンジの衝撃 ビバリとルイ 心配性教師                                                                                         | デートで使えるの定理 やっぱし今夜はフォルテッシモ                                        | ナオト・インティライミ |                                                        |
| 5月21日       | 7.5%        | 法廷 ちょいちょい I wanna be the POP 白鳥美麗物語 攻めないプロデューサー テブラーシカ いがぐりたもつとウサギさん                                | デートで使えるの定理 やっぱし今夜はフォルテッシモ                                        | 西山茉希 FTISLAND | 10分遅延 （23:20-翌0:05）                              |
| 5月28日       | 6.1%        | ZIN-仁- ピカルのおきて I wanna be the POP ビバリとルイ 女子会 オレンジの衝撃                                                                    | サタデー・ナイト・ライブを体験                                                           | 大政絢 | 充電中の大林の「充電完了」が認められ、復帰が決定した。 |
| 6月11日       | 7.9%        | ピカルのおきて やばまんJAPAN ビバリとルイ 白鳥美麗物語 とんこつくん リターンズ テブラーシカ 彼らの音楽                                          | やっぱし今夜はフォルテッシモ                                                             | 益若つばさ 東方神起 2PM |                                                        |
| 6月18日       | 6.9%        | ビバリとルイ 攻めないプロデューサー ピカルのおきて ブラックスワン                                                                               | マツコ・デラックス ピカルの定理メッタ斬り                                                | マツコ・デラックス |                                                        |
| 6月25日       | 8.5%        | BOSU ちょいちょい ピカルのおきて オレンジの衝撃 ビバリとルイ                                                                                    | PCR1/8 芸人と恋したら…                                                                   | オリエンタルラジオ 温水洋一 西川貴教 |                                                        |
| 7月2日        | 6.3%        | 名前を無くした女神 メンズナックルに憧れて あ、うん 白鳥美麗物語 ピカルのおきて やばまんJAPAN ピカル大学 グリークラブ いがぐりたもつとウサギさん | サイコの晩餐                                                                             | ウエンツ瑛士 |                                                        |
| 7月16日       | 6.2%        | ハッピーウェディング 女子会 | カメレオン バレずに潜入の定理                                                            | 木村了 杉本哲太 山口紗弥加 桐谷健太 | 35分遅延 （23:45-翌0:30)                               |
| 8月6日        | 10.3%       | 白鳥美麗物語 やばまんJAPAN 絆 オレンジの衝撃 | 吉村崇 渡辺直美 熱愛報道の真相 PCR1/8 芸人と恋したら… やっぱし今夜はフォルテッシモ       | BEAST 藤森慎吾（オリエンタルラジオ） |                                                        |
| 8月13日       | 6.7%        | やばまんJAPAN ビバリとルイ あ、うん 友達想いサクラコ メンズナックルに憧れて デンデラ～うば捨て山伝説～                                          | COOL JAPAN                                                                               | 藤森慎吾（オリエンタルラジオ） |                                                        |
| 8月20日       | 8.3%        | ピカルの定理大好き芸能人がオススメするコントを一緒に見ようSP                                                                                    | ピカルの定理大好き芸能人がオススメするコントを一緒に見ようSP                             | 前田敦子（AKB48） ベッキー 佐々木希 トリンドル玲奈 | 総集編（一部新作）                                     |
| 8月27日       | 9.6%        | 白鳥美麗物語 メンズナックルに憧れて ちょいちょい 女子会 ビバリとルイ ママとゆうくん はたらくくるま                                              | サイコの晩餐                                                                             | |                                                        |
| 9月3日        | 9.2%        | ほんとにあった恐い話 白鳥美麗物語 ピカリ大学グリークラブ ビバリとルイ フェティシュ                                                              | サマーがバケーでションしちゃうぞフェスティバル ダイジェスト                              | あやまんJAPAN |                                                        |
| 9月10日       | 10.2%       | 白鳥美麗物語 テブラーシカ クサいドラマ メンズナックルに憧れて ビバリとルイ                                                                      | 東京ガールズコレクションに潜入                                                           | 香里奈 佐々木希 藤井リナ |                                                        |
| 9月24日       | 7.5%        | テブラーシカ 又吉店長の異常な愛情 ビバリとルイ                                                                                                  | カメレオン バレずに潜入の定理                                                            | オードリー フットボールアワー 菜々緒 ぱすぽ☆ |                                                        |
| 10月1日       | 7.5%        | テブラーシカ ピカル大学グリークラブ オールスター感謝祭り’11 白鳥美麗物語                                                                        | やっぱし今夜はフォルティッシモ やばまん甲子園への道 サイコの晩餐                         | アンガールズ T-ARA 中田敦彦（オリエンタルラジオ） | 20分遅延 （23:30-翌0:15)                               |
| 10月8日       | 11.0%       | 白鳥美麗物語 I wanna be the POP ママとゆうくん ピカル大学グリークラブ                                                                           | やばまん甲子園への道 カメレオン バレずに潜入の定理                                       | 東方神起 徳山秀典 原幹恵 ほしのあき |                                                        |
| 10月15日      | 9.9%        | 女子会 モテき テブラーシカ とんこつくん リターンズ                                                                                              | サイコの晩餐 「三銃士」吹き替えオーディション                                            | 狩野英孝 大島優子（AKB48） 香里奈 吉高由里子 |                                                        |
| 11月5日       | 9.4%        | 女子会 メンズナックルに憧れて はたらくくるま ビバリとルイ                                                                                       | 「三銃士」吹き替えオーディション 明日の占いカウントダウン                                | 大島優子（AKB48） 香里奈 吉高由里子 前田美波里 |                                                        |
| 11月12日      | 9.1%        | 白鳥美麗物語 ピの鳥NIPPON テブラーシカ 変顔なおみ〜ぱみゅぱみゅ                                                                                 | the telephones スペシャルコラボ 明日の占いカウントダウン                                 | the telephones 仲里依紗 スリムクラブ | 15分遅延 （23:25-翌0:10)                               |
| 11月19日      | 10.6%       | 変顔なおみ〜ぱみゅぱみゅ ちょいちょい 白鳥美麗物語 ワイルドボーイ英語講座 ビバリとルイ                                                          | カメレオン バレずに潜入の定理 やっぱし今夜はフォルティッシモ 明日の占いカウントダウン    | Fairies 前田美波里 上地雄輔 小倉優子 | 15分遅延 （23:25-翌0:10)                               |
| 12月3日       | 9.5%        | 謎解きはディナーの後で やばまんJAPAN のびのび戦士 ユトリンジャー 変顔なおみ～ぱみゅぱみゅ もっと知りたがり ビバリとルイ                         | やっぱし今夜はフォルティッシモ 明日の占いカウントダウン                                  | 2PM GACKT 前田美波里 西岡徳馬 | 35分遅延 （23:45-翌0:30)                               |
| 12月10日      | 10.2%       | 家政婦のミダ 変顔なおみ～ぱみゅぱみゅ テブラーシカ ワイルドボーイ英語講座                                                                       | カメレオン バレずに潜入の定理 明日の占いカウントダウン                                   | サバンナ 大島優子（AKB48） 香里奈 吉高由里子 田中圭 中尾明慶 加賀美セイラ |                                                        |
| 12月17日      | 12.0%       | 家政婦のミダ Christmas Party やばまんJAPAN メンズナックルに憧れて 変顔なおみ～ぱみゅぱみゅ ビバリとルイ いがぐりたもつとウサギさん              | 明日の占いカウントダウン                                                                 | あやまんJAPAN きゃりーぱみゅぱみゅ |                                                        |
| 2012年 1月1日 | 2.5%        | ピカルの定理2012 ハッピーがニューしてイヤーしちゃうSP                                                                                           | ピカルの定理2012 ハッピーがニューしてイヤーしちゃうSP                                    | the telephones 南明奈 スザンヌ 板東英二 吉木りさ ダチョウ倶楽部 電撃ネットワーク オリエンタルラジオ 杉山裕之（我が家） オードリー 品川祐（品川庄司） 重盛さと美 狩野英孝 手島優 三瓶 嘉門達夫 パンツェッタ・ジローラモ 岩本輝雄 ディエゴ（ストロベビー） 西尾夕紀 千鳥 | 生放送スペシャル                                       |
| 1月14日       | 9.0%        | ピカルの定理大好き芸能人がオススメするコントを一緒に見ようSP                                                                                    | ピカルの定理大好き芸能人がオススメするコントを一緒に見ようSP                             | ノースリーブス オダギリジョー 石原さとみ 板尾創路 スザンヌ 北乃きい 剛力彩芽 | 総集編 20分遅延 （23:30-翌0:15)                        |
| 1月21日       | 8.9%        | アラちゃん メンズナックルに憧れて 幸せの罠～年の差婚の果てに～ ビバリとルイ（総集編）                                                           | 明日の占いカウントダウン                                                                 | |                                                        |
| 1月28日       | 9.9%        | 白鳥美麗物語 幸せの罠～年の差婚の果てに～ ワイルドボーイ英語講座 ビバリとルイ とんこつくん リターンズ フェティッシュ                            | ムーンプリンス又吉先生の出張占い 明日の占いカウントダウン                                | 谷原章介 |                                                        |
| 2月4日        | 9.7%        | 倦怠期-KENTAIKI- のびのび戦士ユトリンジャー ちょいちょい 白鳥美麗物語 テブラーシカ                                                              | やっぱし今夜はフォルティッシモ 明日の占いカウントダウン                                  | オリエンタルラジオ ゴールデンボンバー |                                                        |
| 2月11日       | 9.3%        | ピカルニュースキャスター のびのび戦士ユトリンジャー 幸せの罠～年の差婚の果てに～ メンズナックルに憧れて ビバリとルイ                            | スナックじゅりあな 明日の占いカウントダウン                                              | 小森純 鈴木奈々 河原さぶ |                                                        |
| 2月18日       | 9.7%        | 白鳥美麗物語 とんこつくん リターンズ | なでピこJAPAN 明日の占いカウントダウン                                                   | 小出恵介 菜々緒 千鳥 武田修宏 ディエゴ（ストロベビー） |                                                        |
| 2月25日       | 10.0%       | メンズナックルに憧れて ダメ美女facebook ビバリとルイ                                                                                            | カメレオン バレずに潜入の定理 ムーンプリンス又吉先生の出張占い 明日の占いカウントダウン  | はるな愛 トリンドル玲奈 河原さぶ パンクブーブー 黒木瞳 |                                                        |
| 3月3日        | 8.8%        | 白鳥美麗物語 FROM IRON FACTORY 幸せの罠～年の差婚の果てに～                                                                                     | スナックじゅりあな ムーンプリンス又吉先生の出張占い 明日の占いカウントダウン             | 濱田マリ 多部未華子 船越英一郎 松田翔太 芦田愛菜 西山喜久恵 三田友梨佳 加賀美セイラ | 20分遅延 （23:30-翌0:15)                               |
| 3月10日       | 9.1%        | マタエなう ダメ美女facebook ビバリとルイ | カメレオン バレずに潜入の定理 白鳥美麗物語 特別篇 明日の占いカウントダウン               | 吉木りさ 西山茉希 保阪尚希 クリス松村 |                                                        |
| 3月17日       | 10.9%       | マタエなう ナイスカップル | 白鳥美麗デビュー直前スペシャル なでピこJAPAN 明日の占いカウントダウン                    | 三浦淳寛 ディエゴ（ストロベビー） |                                                        |
| 3月24日       | 9.3%        | ビバリとルイ | 夏菜＆大島麻衣 名場面集 白鳥美麗物語 特別篇 大島麻衣 夏菜が卒業 明日の占いカウントダウン | 東方神起 保阪尚希 中田敦彦（オリエンタルラジオ） | 2ndシーズン最終回                                      |

### 3rdシーズン
| 3rdシーズン    | 3rdシーズン | 3rdシーズン                                                                                            | 3rdシーズン | 3rdシーズン                       | 3rdシーズン |
| 放送日         | コント | コーナー                                                                                               | ゲスト | 備考                              |             |
| -------------- | --- | --- | --- | --------------------------------- | ----------- |
| 4月11日        | 女子会 テブラーシカ パチモンマーチ ビバリとルイ のびのび戦士 ユトリンジャー メンズナックルに憧れて マタエなう ハイパーメンタリスト大悟                                     | ムーンプリンス又吉先生の出張占い カメレオン バレずに潜入の定理                                         | KARA 木下優樹菜 片瀬那奈 天海祐希 大野智（嵐） 相武紗季 戸田恵梨香 郷ひろみ                                                | 初回2時間スペシャル (21:00-23:03) |             |
| 4月18日        | パチモンマーチ 白鳥美麗物語 メンズナックルに憧れて 動物と話せる青年ペーター                                                                                                | なでピこJAPAN スナック じゅりあな                                                                      | 生田斗真 吉高由里子 前園真聖 ディエゴ（ストロベビー） 森口博子 芹那                                                        |                                   |             |
| 4月25日        | テブラーシカ パチモンマーチ 年の差婚～ナータンとユータン～ ビバリとルイ FROM IRON FACTORY マタエなう                                                                       | カメレオン バレずに潜入の定理                                                                          | 宮崎美子 岡田義徳 しずる 岡田将生 剛力彩芽                                                                                 |                                   |             |
| 5月2日         | パチモンマーチ テブラーシカ 白鳥美麗物語 FROM IRON FACTORY アーティスト・ナオ・ミラー ビバリとルイ マタエなう                                                              | スナック じゅりあな なでピこJAPAN ムーンプリンス又吉先生の出張占い 明日の占いカウントダウン            | 岡田浩暉（To Be Continued） 中山秀征 森山直太朗 スギちゃん 小島よしお 香里奈 トリンドル玲奈 ディエゴ（ストロベビー） NMB48 | 30分拡大スペシャル （22:00-23:24) |             |
| 5月9日         | ダメ美女facebook のびのび戦士ユトリンジャー アーティスト・ナオ・ミラー パチモンマーチ メンズナックルに憧れて ツアーコンダクターペペ まいったなぁぁ ビバリとルイ マタエなう | スナックじゅりあな 明日の占いカウントダウン                                                            | 岡田浩暉（To Be Continued） 篠田麻里子（AKB48） 国生さゆり                                                                 |                                   |             |
| 5月16日        | 女子会 白鳥美麗物語 動物と話せる青年ペーター アーティスト・ナオ・ミラー マタエなう                                                                                         | 西内まりおのイケメンコレクション カメレオン バレずに潜入の定理 明日の占いカウントダウン                | カンニング竹山 SHELLY |                                   |             |
| 5月23日        | 鍵がちょっとかかった部屋 年の差婚～ナータンとユータン～ テブラーシカ パチモンマーチ アーティスト・ナオ・ミラー ビバリとルイ                                                | 西内まりおのイケメンコレクション スナック じゅりあな 明日の占いカウントダウン                          | 野口五郎 出川哲朗 狩野英孝 TRF                                                                                             |                                   |             |
| 5月30日        | 白鳥美麗物語 まいったなあぁ のびのび戦士ユトリンジャー メンズナックルに憧れて ビバリとルイ                                                                                 | 西内まりおのイケメンコレクション 明日の占いカウントダウン ムーンプリンス又吉先生の出張占い             | 渡り廊下走り隊7 野口五郎                                                                                                   |                                   |             |
| 6月6日         | 年の差婚～ナータンとユータン～ ツアーコンダクターペペ 大河ドラマ リニューアル平清盛 FROM IRON FACTORY マタエなう                                                           | なでピこJAPAN スナック じゅりあな 明日の占いカウントダウン                                             | 小倉隆史 ディエゴ（ストロベビー） 有森也実 真琴つばさ                                                                      | 15分遅延 （22:15-23:09)           |             |
| 6月13日        | FROM IRON FACTORY テブラーシカ ビバリとルイ 夫婦の絆 健介・北斗のちびっ子レスリング                                                                                        | 西内まりおのイケメンコレクション スナック じゅりあな 明日の占いカウントダウン                          | ゆず アンジャッシュ 浅野ゆう子 風間トオル 生瀬勝久                                                                         |                                   |             |
| 6月20日        | 女子会 ビバリとルイ | スナック じゅりあな 白鳥美麗物語 特別編 明日の占いカウントダウン                                       | コロッケ 生瀬勝久 |                                   |             |
| 6月27日        | まいったなぁぁ テブラーシカ マタエなう | カメレオン バレずに潜入の定理 警備員 北木島大悟 明日の占いカウントダウン                               | 小林星蘭 板東英二 成宮寛貴 東山紀之 鈴木福                                                                                 |                                   |             |
| 7月25日        | 女子会 まいったなぁぁ ビバリとルイ マタエなう | カメレオン バレずに潜入の定理 なでピこJAPAN 明日の占いカウントダウン                                   | 佐藤隆太 加藤あい 伊藤英明 仲里依紗 石原良純 吉木りさ 前島亜美（SUPER☆GiRLS） 手越祐也（NEWS）                             | 30分拡大スペシャル （22:00-23:24) |             |
| 8月1日         | 年の差婚～ナータンとユータン～ メンズナックルに憧れて のびのび戦士ユトリンジャー テブラーシカ パチモンマーチ                                                               | 西内まりおのイケメンコレクション 警備員 北木島大悟 白鳥美麗物語 特別編                                 | 山本裕典 中丸雄一（KAT-TUN） 菜々緒 COWCOW                                                                                 | 40分遅延 22:40-23:34              |             |
| 8月15日        | まいったなぁぁ | ピカル大好き芸能人と一緒に見ようSP 明日の占いカウントダウン                                            | 大島優子（AKB48） 小林星蘭 AKIRA 関根勤 舞川あいく トリンドル玲奈 コロッケ                                                 | 総集編（一部新作）                |             |
| 8月22日        | 白鳥美麗物語 メンズナックルに憧れて のびのび戦士ユトリンジャー 嗚呼！！ウグイス嬢                                                                                          | スナック じゅりあな 警備員 北木島大悟 綾部祐二（34）熱愛報道の真相 徹底追究！ 明日の占いカウントダウン | 佐藤健 石田純一 すみれ 指原莉乃（HKT48）                                                                                   | 30分遅延 （22:30-23:24)           |             |
| 8月29日        | パチモンマーチ 女子会 メンズナックルに憧れて 健介＆北斗ファミリー家族リレーマラソン                                                                                        | カメレオン バレずに潜入の定理                                                                          | 松井玲奈（SKE48） 松井珠理奈（SKE48） 高柳明音（SKE48） 三浦春馬 佐藤隆太 栗山千明                                         |                                   |             |
| 9月5日         | 年の差婚～ナータンとユータン～ FROM IRON FACTORY リッチマン、プアウーマン ビバリとルイ 女子会                                                                              | 警備員 北木島大悟 西内まりおのイケメンコレクション 明日の占いカウントダウン                            | SKE48選抜メンバー タッキー&翼 DaiGo 中村俊介                                                                               |                                   |             |
| 9月12日        | 家庭料理 わた子 テブラーシカ メンズナックルに憧れて ビバリとルイ | なでピこJAPAN 西内まりおのイケメンコレクション                                                         | 徳井義実（チュートリアル） 中村俊介 ナオト・インティライミ ディエゴ（ストロベビー）                                        |                                   |             |
| 10月10日       | テブラーシカ運動会（前編） ビバリとルイ マタエなう 白鳥美麗物語 | なでピこJAPAN 警備員 北木島大悟 ピカルからTOKIOに重大な相談                                            | TOKIO FUJIWARA 千原兄弟 田中卓志（アンガールズ） 澤穂希 INAC神戸レオネッサ 菅野美穂 今田耕司                               | 2時間スペシャル （21:00-22:54)    |             |
| 10月17日       | パチモンマーチ まいったなあぁ きの～ごの森 テブラーシカ運動会（後編） | TOKIO未公開シーンを一挙大放出 警備員 北木島大悟 祝！ハライチ澤部 笑っていいとも火曜新レギュラーに抜擢  | TOKIO FUJIWARA 千原兄弟 田中卓志（アンガールズ） 小林星蘭 春名風花 本田望結                                                |                                   |             |
| 10月24日       | 女子会 おまたレボリューション パチモンマーチ ビバリとルイ | スナックじゅりあな 西内まりおのイケメンコレクション                                                    | はるな愛 クリス松村 ミッツ・マングローブ 高橋克実 八嶋智人 菜々緒                                                          |                                   |             |
| 11月1日 （木） | 家庭料理 わた子 加賀美セイラの個人的見解 カガミよ、カガミ ビバリとルイ マタエなう                                                                                          | カメレオン バレずに潜入の定理 警備員 北木島大悟                                                        | 谷原章介 山田親太朗 芹那 磯野貴理子 BIGBANG                                                                                | 120分遅延 （0:00-0:54)            |             |
| 11月7日        | WATANABE PSY-GAMBARU STYLE 白鳥美麗物語 まいったなぁぁ | なでピこJAPAN 警備員 北木島大悟                                                                        | 中村俊輔 伊藤英明 アニマル浜口 浜口初枝 浜口京子                                                                           |                                   |             |
| 11月14日       | 白鳥美麗物語 | 千鳥大悟 単身赴任のガチ部屋探し 豪華芸能人とコントを見ようSP                                           | 井上真央 ベッキー 上戸彩                                                                                                   | 一部総集編                        |             |
| 11月28日       | 白鳥美麗物語 WATANABE PSY-GAMBARU STYLE | 破天荒吉村 競馬ジョッキーへの道 年内最後の放送を前に岩井から衝撃の提案！！                             | 松坂桃李 三浦皇成 細江純子                                                                                                 |                                   |             |
| 12月12日       | GAMBARU STYLE 渡辺PSY 応援のため緊急来日 | なでピこJAPAN特別編 又吉vs岩井フリーキックガチ対決                                                     | 菅野美穂 杉山裕之（我が家） 佐々木希 クリス松村 西山喜久恵                                                                 | 生放送スペシャル (22:00-23:09)    |             |
| 2013年 1月1日  | ピカルの定理 歴代人気コントランキングベスト10 全て当てるまで帰してくれま10！                                                                                               | ピカルの定理 歴代人気コントランキングベスト10 全て当てるまで帰してくれま10！                           | | 2013元旦SP (2:30-5:00)            |             |
| 1月16日        | 哀棒 Eleven 第1話 熟女への溢れる愛 きの～ごの森 | コロッケ＆渡辺直美 カメレオン バレずに潜入の定理 モンスターエンジン西森 芸能界最速！カート王への道     | コロッケ 平愛梨 玉木宏 相葉雅紀（嵐） 小池栄子 鈴木亜久里 南明奈                                                           | 2時間スペシャル (21:00-22:48)     |             |
| 1月23日        | 女子会 | 華の芸能界ぐるっと一周クイズ 中嶋Pから水曜8時昇格の報告                                                | 松井玲奈（SKE48) 松井珠理奈（SKE48） 秦佐和子（SKE48）                                                                     |                                   |             |
| 1月30日        | 女子会 きの～ごの森 マタエなう | なでピこJAPAN                                                                                          | 手越祐也（NEWS） 向井理 |                                   |             |
| 2月6日         | 双子の蜜 お気の毒 あいうえお体操 まいったなぁぁ | クイズ！綾部さん以外全員正解です！ 西内まりおのイケメンコレクション                                    | 壇蜜 | 30分遅延 （22:30-23:24)           |             |
| 2月13日        | | PICALINE POP スナック じゅりあな                                                                       | 倉科カナ 五十嵐圭 テリー伊藤 鈴木奈々                                                                                      |                                   |             |
| 2月20日        | テブラーシカ パチモンマーチ お気の毒あいうえお体操 | カメレオン バレずに潜入の定理 警備員 北木島大悟                                                        | 博多華丸・大吉 渡部建（アンジャッシュ） 長嶋一茂 多部未華子 高良健吾 吉高由里子 ローラ                                     |                                   |             |
| 2月27日        | きの～ごの森 加賀美セイラの個人的見解 カガミよ、カガミ マタエなう | 破天荒吉村 競馬ジョッキーへの道 警備員 北木島大悟                                                      | 福永祐一 いっこく堂 |                                   |             |
| 3月20日        | メンズナックルに憧れて | カメレオン特別編                                                                                       | 二宮和也（嵐） 小出恵介 | 3rdシーズン最終回                 |             |

### 4thシーズン
| 4thシーズン | 4thシーズン                                                                                              | 4thシーズン                                                                        | 4thシーズン                                                                                   | 4thシーズン                     |
| 放送日      | コント                                                                                                   | コーナー                                                                           | ゲスト                                                                                        | 備考                            |
| ----------- | --- | ---------------------------------------------------------------------------------- | --------------------------------------------------------------------------------------------- | ------------------------------- |
| 4月10日     | 今でしょ！林先生＆黒吉村Pの特別授業 白鳥美麗物語 ビバリとルイ きの～ごの森                               | コロッケ＆渡辺直美 出張激せま店 わた子 カメレオンバレずに潜入の定理                | 櫻井翔（嵐） 滝沢沙織 三浦春馬 広末涼子 菜々緒 コロッケ 林修 福山雅治 吉高由里子              | 2時間超スペシャル (18:55-20:54) |
| 4月24日     | テブラーシカ 映画泥棒 白鳥美麗物語                                                                       | なでピこJAPAN                                                                      | 榮倉奈々 松田龍平 岡田准一（V6） オダギリジョー 武井壮 宮川大輔                               |                                 |
| 5月1日      | テブラーシカ LINEスタンプ ナオ・ミゼラブル 映画泥棒                                                      | クイズ！綾部さん以外全員正解です！ 警備員 北木島大悟                               | 藤本敏史（FUJIWARA) 田中卓志（アンガールズ） 林修 キンタロー。                                |                                 |
| 5月8日      | 白鳥美麗物語 LINEスタンプ ADガチ奮闘記                                                                   | 出張激せま店 わた子                                                                | 篠原涼子 藤木直人 大泉洋 倖田來未                                                             |                                 |
| 5月15日     | | カメレオン特別編 破天荒吉村 競馬ジョッキーへの道                                   | 草彅剛（SMAP) 浜中俊                                                                          |                                 |
| 5月22日     | 女子会 なおちゃん きの～ごの森                                                                           | 出張激せま店 わた子 破天荒吉村 競馬ジョッキーへの道                                | 成宮寛貴 前田敦子 亀梨和也（KAT-TUN） 夏菜 福永祐一 岩田康誠                                  |                                 |
| 6月5日      | なおちゃん                                                                                               | なでピこJAPAN 出張激せま店 わた子 PICALINE POP                                     | 櫻井翔（嵐） TAKAHIRO(EXILE) 松下由樹 坂本昌行(V6) 篠田麻里子 田臥勇太                        | 2時間スペシャル （19:00-20:54)  |
| 6月12日     | 白鳥美麗物語 アベノミクス                                                                                | 出張激せま店 わた子 カメレオン バレずに潜入の定理                                  | 東野幸治 大倉忠義（関ジャニ∞） 桐谷美玲 生野陽子 加藤綾子 軽部真一                            |                                 |
| 6月19日     | ガリれお 女子会 アベノミクス                                                                             | 出張激せま店 わた子                                                                | 三浦春馬 菜々緒 石田純一 すみれ                                                               |                                 |
| 7月10日     | ADガチ奮闘記 LINEスタンプ                                                                                | なおちゃん特別編 お台場合衆国2013                                                  | 三浦翔平                                                                                      |                                 |
| 7月17日     | LINEスタンプ                                                                                             | ビショムニ 出張激せま店 わた子                                                     | ブラックマヨネーズ                                                                            |                                 |
| 7月24日     | | カメレオン バレずに潜入の定理 カメレオン特別編 西内まりおのイケメンコレクション    | 鈴木杏樹 八嶋智人 山本裕典 トリンドル玲奈 美山加恋 大野いと 松井愛莉                          |                                 |
| 8月21日     | 水8劇場 半ケツ直樹 きの～ごの森                                                                          | 破天荒吉村 競馬ジョッキーへの道 西内まりおのイケメンコレクション 警備員 北木島大悟 | 岩田康誠 杉本清 浜中俊 福永祐一 山本裕典 トリンドル玲奈 美山加恋 大野いと 松井愛莉 ハマカーン |                                 |
| 9月4日      | 白鳥美麗物語 女子会 メンズナックルに憧れて きの～ごの森 ビバリとルイ 最終回 情報公開“ディスクロージャー” | 禁断を犯し続け3年...ついに迎えたフィナーレ                                         |                                                                                               | 番組最終回                      |

## ピカリ隊の制服
ここでは、トークなど一部のコーナーや公の場などで着るピカリ隊の制服を紹介する。
1stシーズン
「ピカル道着」と呼ばれる作務衣を採用。男性陣は紺、女性陣は白のピカル道着を着用し、その回で一番ピカった者は、次回からピカル道着に勲章として装飾が施されるシステムであった。
勲章獲得数
- 綾部 - 1回（スタッズと赤い布）
- 又吉 - 1回（付け襟）
- 西森 - 1回（毛皮）
- 大林 - 1回（THEOREM OF PIKARUの刺繍）
- 岩井 - 1回（ストール）
- 澤部 - 1回（数珠）
- 吉村 - 0回
- 徳井 - 1回（パッチワーク）
- 平野 - 4回（ワッペン、スカルワッペン、付け襟、手首に数珠）
- 大島 - 2回（付け襟、リボン）
- おかもと - 1回（コサージュ）

2ndシーズン
赤い線が入った深緑のブレザーを着用。1stシーズンにあった勲章のシステムは廃止された。
3rdシーズン
紺のブレザーを着用。ズボンは渡辺が提灯ブルマー風、西内がミニスカート、加賀美がショートパンツ、大悟がボンタンになっている。
4thシーズン
3rdシーズンと同じだが、色がピンクに変更された。

## 主なコント
1st・2ndシーズン両方に登場したコント・企画は◆で表記。また3rdシーズンでも登場したコント・企画は★で表記。4thシーズンでも登場したコント・企画は▲で表記。基本的にはメンバーのみで行うが、コントによってはゲストが客演として入る。

### 1stシーズン
モテキ◆
モテキのパロディ。全くモテない持梨（西森）と茂手内（又吉）にモテ期が来るが、あまりの変化に現実的な見方をしてしまう。
2ndシーズンでは本家にそっくりな内容になり、「モテき」というタイトル、役名はニシバヤシ（西森）とマタヤス（又吉）で放送された。
黒吉村プロデューサー◆
1stシーズンでは「気にしすぎるプロデューサー」、2ndシーズンでは「攻めないプロデューサー」として放送。肌を真っ黒に塗った黒吉村プロデューサー（吉村）が部下の企画案などに過剰に反応してしまう。
ビバリとルイ◆★▲
ボーイズラブを主軸にしたコント。タイトルには「ビバリとルイ」の頭文字と「ボーイズラブ」をかけた「B&L」というサブタイトルも表示されている。テーマ曲は中森明菜の『北ウイング』など中森明菜の曲が使用される。略称はビバルイ。
主に会社のオフィスにて、互いに愛し合っている上司の早乙女ビバリ（吉村）と部下の我修院ルイ（綾部）、同僚のOL（開始当初から大島、2ndシーズンの途中から岸本(夏菜)が加入、2人が卒業した3rd以降では西内）によって進むコント。
大島の空気を読まないおバカな言動、中途採用のルイにとって立場上先輩であるが故に子供扱いする西内の言動にルイに毎回苛立たされる。
第1章
色々なシチュエーションでビバリとルイが愛し合っているところに部下が入室し邪魔をしていく。時々大島の父（徳井）や、ビバリの元恋人・聖沢レオン（中田敦彦）も登場する。
第2章
ケガにより記憶喪失になってしまったビバリを巡りストーリーが進む。
第3章
突如現れたビバリの母（前田美波里）が、実は令嬢だった岸本との縁談を持ってきたことから始まる政略結婚を巡りストーリーが進む。回想でビバリの父（西岡徳馬）も登場した。
第4章
余命6か月と宣告されたルイを巡りストーリーが進む。
第5章
ルイは無事に回復するも第4章最終回にて会社が倒産。2人が中途採用された新しいオフィスでストーリーが進む。毎回俳優が宣伝を兼ねた客演として登場し、ビバリを排除してルイに迫る。
破転校生
真面目な生徒しかいない私立真面目学園に、破天荒な転校生（吉村）が現れ暴れる。
ただし実質的には吉村へのドッキリであり、後半部分では吉村のプライベートで起きた出来事などを暴露される。
フジ算の「平成ノブシコブシ×福山晋司＝平成ノ破天荒」が元になった。
直美ダンスコント◆★
「クイズ!? 笑ってピカって」や「クイズ!? ピカって答えて」という番組名のクイズ番組でBGMが鳴るとアシスタントの渡辺と司会の吉村が勝手に踊り出す。初回放送のコントタイトルは「シンキングタイム」、2回目と2ndシーズン1回目は「クイズ!? ピカって答えて」というタイトルだった。
2ndシーズン以降では、クイズ番組以外にも様々なシチュエーションやドラマ等パロディから急に本コントに入るようになったため、正式コント名を「直美ダンスコント」へ統一された。正式タイトルはなく冒頭にサブタイトルのみが表示される。BGMは「かもめが翔んだ日」。
オレンジの衝撃◆★
綾部がいる所にやってくるオレンジ色のテントウムシのような柄をした不気味なキャラクターの山口マタエ（又吉）が綾部に絡んでいく。綾部以外の人物はマタエを普通の人間として見ているが、2ndシーズン以降は他の人物もおかしいと感じるようになる。
初期はスーパーボールを口から吐いていたが、後にスライムを投げたり、酒や食事として提供するようになった。
泣くと超常現象（桜吹雪が吹く、ビールが沸くなど）が発生する。また人に向けて指を指しながら命令すると、それに従わせることができる能力を持っている。
2ndシーズン終盤からは「マタエなう」として、Twitter風の掲示板にマタエがつぶやき、添付された画像（コラージュ画像）を見てメンバーが感想を述べるコーナーが始まった。
体育館裏困り隊
渡り廊下走り隊の隊名と、Perfumeがやる自己紹介のパロディ。
MAI（大島）とAYA（平野）は可愛い困ったことを言うが、MATA（又吉）はリアルで生々しい困ったことを言う。
とんこつくん◆★
イベリコ豚の小学生とんこつくん（澤部）を巡るドラマ仕立てのシリアスコント。テーマ曲とタイトルバックは『渡る世間は鬼ばかり』のものを使用。とんこつくんの鼻は豚鼻で、尻からは尻尾が生えているが、とんこつくん自身には自分がイベリコ豚だという自覚は無く、あくまでも普通の小学生だと信じている。しかし、思春期の小学生らしく、ラードさん（渡辺）が少年隊の「仮面舞踏会」で踊るポールダンスや、女性物下着など色っぽい光景や物を見たり、「御成門」や「マチュピチュ」などの似通った言葉を聞いたりするだけで股間が痛くなってしまう。
1stシーズン
とんこつくんの身柄を巡りとんこつくんの母ちゃんの又子（又吉）ととんこつくんを自分のものにし食材にしようとするラーメン屋の主人（西森）との争いが描かれる。
2ndシーズン
1stシーズンで一度完結したが、2ndシーズンにて「とんこつくんリターンズ」としてリニューアル。とんこつくんの出前先で出会う人間とのドラマが描かれる。ただし、せっかくとんこつくんと出前先の人が心を通わせてもたいてい豚鼻を気味悪がられたあげく下着泥棒扱いされて出前先のアパートの大家（西森）にひどい目に遭わされる。ひいてはスケベであることを理由に殺人犯として逮捕、投獄されてしまった。
3rdシーズン「パチモンマーチ」
3rdシーズンからは「とんこつくん×嘉門達夫」のユニットによる「パチモンマーチ」というコーナーになり、嘉門の歌に乗せて元の言葉をもじったパチモンな言葉（例：「ダチョウ倶楽部」のパチモンで「ダキョウ倶楽部」）が出され、それにとんこつくんがノリボケをするスタイルになった。後にゲストが登場する様になり、タイトル表記も「とんこつくん×○○（ゲストの名前）×嘉門達夫」となり、更にゲストが考えたパチモンな言葉も披露される。また、当初はコーナーの最後で「不思議とエッチに聞こえる言葉」というネタをやっていたが、時間帯のこともあり行われなくなった。
仏像芸人
第一話では仏像というタイトルだったが、第二話より改題。
みろくぼさつ像（又吉）が先輩のあしゅら像（西森）の笑いの才能を見いだし、一緒に芸人なりましょうと誘うが、あしゅら像はみろくぼさつ像の空気が読めない部分が気になってしまう。徳井は警備員として出演。
テブラーシカ（Тебурашка）◆★▲
チェブラーシカとムツゴロウとゆかいな仲間たちのパロディ。
両手で乳首を隠して（手ブラをして）生活しているとても恥ずかしがり屋な動物「テブラーシカ」によるコント。語尾は「“〜シカ”」。毎回、手を使わずに1つのこと（棚の上などに置かれたお菓子を取って食べる、天井や急坂の中腹に吊るされたバナナを取ること）に挑戦するが、手が外れて乳首が見えてしまう（胸の部分にバネが仕込まれており、手が外れると乳首の部分が飛び出す）と恥ずかしさのあまり失神してしまう。目標を達成するか、全員が失神してしまうとその時点で終了となる。ほとんどの回で失敗しているが、2012年4月11日放送分のみ目標（バナナ獲得）を達成することができた。
人見知りのマッピー（又吉、青）、ひねくれ者のニッピー（西森、緑）、おっちょこちょいのサッピー（澤部、黄）、やんちゃなヨッピー（吉村、赤）の4匹の生態をムツゴロウさんっぽい人（綾部）と助手（1stから順に平野、夏菜、西内）が見守る。2ndシーズン初期は助手の代わりにゲストが見守っていた。3rdシーズンからはゴッピー（大悟、黒）が加わった。
2011年9月10日放送分からはお笑い芸人1組が「隣の生息地から来たテブラーシカ」として登場する。しかし、サバンナが出演した際は高橋茂雄のみテブラーシカに扮し、八木真澄が同コーナー初の人間キャラ・ターザン八木に扮して登場した。2012年6月27日放送分では、ハリウッドの森からやって来た設定でオッパイダーマン（テブラーシカ同様の胸を着けたスパイダーマン）が登場した。
女子会◆★▲
綾部がナビゲーターを務めるドキュメンタリー番組のような進行で、20代女性（女子メンバー）の「イマドキ女子会」と40代女性の森江（西森）・よし子（吉村）・サワヨ（澤部）の「イキオクレ女子会」を比較する。2ndシーズン後半からはまれに「イマドキ女子会」にゲストが加わり、途中からイキオクレの3名がイマドキ女子会に絡みに行くという展開になることがある。
SPP
『SP』のパロディコントで、セキュリティ・ピカル・ポリスの略。BGMも本家のものが使われている。
西森、吉村、又吉、平野が扮するSPPが澤部扮する総理大臣を警護しようとするが、一般人に過剰反応し警護した澤部にけがを負わせる一方、襲ってきた暴漢には何もせず結局襲われてしまう。

### 2ndシーズン
白鳥美麗物語★▲
高校を舞台に、学園のアイドル白鳥美麗（渡辺）を鮎川（綾部）と榊（吉村）が取り合う学園ドラマコント。しかし、このコントの世界では女性に対する美醜の感覚が完全に現実と正反対という設定になっており、2人は白鳥が美人と讃え、友達である大島→西内や女性ゲストを「ブス」とけなしている。なお、白鳥は学園のマドンナとして周囲からチヤホヤされているが実際には周囲の人物の奇行や不慮の事故などにより痛い思いをしたり無様な姿をさらけだすことが多い。BGMはレベッカの『フレンズ』、いきものがかりの『じょいふる』や『ありがとう』など。過去に東方神起、生田斗真、佐藤健などの男性アーティスト（タレント）もゲスト出演したことがある。
2012年1月からは白鳥が歌手デビューする計画が進み、3月に「ピカル 恋がしたい」でデビューした。
最終回で、コントの世界の出来事はすべて白鳥の夢だったというオチで幕を閉じた。この時に夢の中では何かとブス呼ばわりされていた西内がスーパーアイドル扱いされており、一方で白鳥は、鮎川と榊に「ブス」と罵られる始末であった。
2019年6月からNTTドコモのCMでキャラクターの一人として出演している。
アトウレイジ 阿藤零慈
『アウトレイジ』のパロディコント。非常に几帳面・潔癖症・神経質な阿藤零慈（西森）が組長を務める暴力団のコント。
フェティッシュ
色鉛筆やオフィスチェアーなど毎回異なる対象物にフェティシズムを覚える男（又吉）が興奮のあまり対象物を使い暴走してしまう。興奮すると「おかあさん!」と叫ぶ。テーマ曲はサイモン&ガーファンクルの「冬の散歩道」。
クサいドラマ
付き合っている男女（吉村・夏菜）とバーテンダー（岩井）がクサい台詞を言うと室内のにおいが臭くなっていく。テーマ曲は小田和正の「ラブストーリーは突然に」。
ちょいちょい
綾部扮する男が「ちょいちょい」と発するだけで彼女（大島）に迫ろうとするが、行動がエスカレートして拒絶されてしまう。
NO!NO!NO!★
渡辺と綾部がふとしたことから言い争いをはじめ、最後には英語での罵り合いとなってしまう。楽屋での2人のやりとりから生まれたコント。直美ダンスコント同様正式コント名は表示されず、普通のシチュエーションコントやドラマ等のパロディコントからこのコントに入る。
ピカルのおきて
『マルモのおきて』のパロディ。お題に対して本家に登場する犬の「ムック」に扮した他のメンバーが一言発する。
I wanna be the POP 〜ポップ係になりたくて〜
ヴィレッジヴァンガードのパロディ。斬新なポップで人気の「ピカレッジヴァンガード」に勤めるおじいちゃん店員（西森・又吉・澤部）が勝手に店のポップを変えてしまう。
あ、うん
新入りの澤部の前で職人の西森と弟子の又吉が言葉を発さず「あ、うん」の呼吸で作業するが、新入りの澤部にはその意味が解らず怒られてしまう。
いがぐりたもつとウサギさん
坊主頭のいがぐりたもつ（澤部）がヤサグレウサギ（綾部）に対し、リアルな恋愛相談をする（澤部は彼女ができたことを番組でばらされている）。
やばまんJAPAN
あやまんJAPANのパロディ。六本木から地方や外国へ逃亡しアルバイトをする直美田（渡辺）の元に、メンバー（綾部、西森）が連れ戻しにやってくる。バイト先の徳井・大島・澤部は直美田が行った土地の方言やアクセントで喋る。
直美田は澤部の前で本性を出さないようにするが、メンバーに乗せられて最終的には「ぽいぽいぽいぽぽいぽいぽぴー」の替え歌を踊ってしまい、メンバーと共にその場を去っていく。ゲストの藤森慎吾や2PMも登場したことがある。
番組中では「やばまん甲子園への道」というミニコーナーとして、応募者がやばまんダンスを踊る映像を紹介していた。最終的に投稿者から選ばれた150人が、やばまんフレンドとしてあやまんJAPANと共にコントに参加してフィナーレを迎えた。
ピカリ大学 グリークラブ
『glee』のパロディ。第一回は彼らの音楽というタイトルだったが、第二回から改題。早稲田大学グリークラブがモデルのキャラの濃い合唱団（綾部以外の男性メンバー）がJ-POPやK-POPなどの楽曲を合唱する。
メンズナックルに憧れて★
MEN'S KNUCKLEに憧れる山田又男（又吉）が、彼女（渡辺）を連れてあらゆる店に現れてはいちいちキザな言動を行い、澤部を困らせていく。途中から「どーするぅ?」が口癖の先輩の徳さん（徳井）が又男の所にやって来て同期のバヤシ（大林）に関して不満をぶつける。その後バヤシがやって来ると又男がバヤシを挑発するのだが、バヤシと徳さんが和解する。その後又男はバヤシにカツアゲされたり私物を取り上げられるようになってしまう。テーマ曲はEXILEの「I Wish For You」や「24karats STAY GOLD」。2012年2月からEXILEの「HERO（第2章バージョン）」も使われるようになった。またその他にもこのコントではEXILEの曲が多数使われる。
3rdシーズンからは、又男の子分・ノブ、徳さんの彼女・セイラ、アパートの隣人（澤部）も仲間に加わった。なお、特別に1回血みどろのダイゴ（大悟）も出た。ゲストとしては三浦春馬と小出恵介が登場した。
絆 KIZUNA
ストッキングをかぶり、それぞれを結びつけながら暮らす一家（父=澤部、母=渡辺、息子=大林、娘=大島、祖母=西森）を描く。
友達想い サクラコ
友達想いのサクラコ（渡辺）が友達（夏菜）の彼氏（綾部）を奪うため、友達を気に掛けるふりをしながらアピールしていく。
ママとゆうくん
マルモのおきて第2弾のオーディションに息子のゆうくん（澤部）を合格させるため、お母さん（又吉）が過剰な入れ知恵とアピールをしてしまう。
くるまクンのはたらくくるま
子供たちにくるまクン（西森）がはたらくくるまを紹介すると思いきや、本人の好きなスポーツカーを紹介する。
ナイスカップル
ドSな彼女（夏菜）とドMな彼氏（吉村）が澤部（彼氏の友人、旅館の旦那など）の前で乱闘プレイを繰り広げる。
ピの鳥NIPPON
あと一点で勝利をつかみかけながらとたんに不調になったバレーボール全日本女子チームのメンバー（大林・岩井・西森・又吉・徳井）を監督（澤部）が招集し不調の理由を聞くが、あまりにも関係ない理由だったことに監督が怒ってしまう。
変顔なおみ〜ぱみゅぱみゅ
きゃりーぱみゅぱみゅ「PONPONPON」プロモーションビデオのパロディ。なおみ〜ぱみゅみゅ（渡辺）が「PONPONPON」に合わせて踊り、曲の最後にメイクさん（西森、又吉、岩井、徳井のうち1人）がなおみ〜ぱみゅみゅに変顔メイクを施す。
ワイルドボーイ英語講座
NHK語学番組のパロディ。司会の綾部がお題の英単語を紹介し、パネラーの澤部と大島をいじった後、吉村扮する「ワイルドボーイ」が、例文を自らの体を使って教える。1stシーズンに放送されていた破転校生の流れを汲んでおり、「破天荒英語講座」「WILDBOY ENGLISH LESSON」とも表記される。2012年からは「モアワイルドボーイ」として坊主になった岩井も登場。吉村よりもさらに過激な教え方をする。
テーマ曲は沢田研二の『勝手にしやがれ』（吉村）と『トルコ行進曲』（岩井）。
家政婦のミダ
家政婦のミダさん（渡辺）が家族の命令（というより無茶振り）に従っていく。日本テレビのドラマ家政婦のミタのパロディ。
幸せの罠〜年の差婚の果てに〜★
70を過ぎた会社社長・祐造（澤部）とキャバ嬢の直子（渡辺）の年の差50歳の夫婦が、部下・小林（大林）にラブラブを見せつけるが、実は直子は金目当てで結婚しておりラブラブぶりも大金を手に入れるための芝居の1つとして割り切っている。社長と部下・小林の二人が部屋の外に出て、直子一人になった瞬間、直子は変貌して日頃の不満を爆発させる。
3rdシーズンでは「年の差婚〜ナータンとユータン〜」というコント名で行われた。2ndシーズンと異なりタイトルが最初に表示される。また、ゲスト出演ということで山本裕典が登場した。
のびのび戦士 ユトリンジャー★
スーパー戦隊シリーズのパロディで、タイトルロゴは海賊戦隊ゴーカイジャーのロゴを真似ている。
地球の平和を守るために結成されたものの、全員がゆとり教育を受けて育った戦士のユトリレッド（西森）、ユトリブルー（又吉）、ユトリイエロー（渡辺）、ユトリピンク（大島→加賀美）、ユトリグリーン（徳井）で組まれた「ユトリンジャー」に指揮官の澤部が振り回されてしまう。澤部がメンバーを改心させるべく、1980年代にヒットした歌を熱唱するが、全く効果が無い。
ダメ美女Facebook★
モテたいがために過剰なキャラ付けをしてアピールをする女子が大林（彼氏や大学の同級生役）に迫っていく。ピカリ隊メンバーだけでなく客演ゲストもコントのメインキャラクターとして出演する。
FROM IRON FACTORY★
澤部・渡辺・西森（共に役名不明）の3人組ヒップホップグループという設定。毎回FIFのコンセプトに対して西森がダメ出しをし、新しいコンセプトを出し歌詞も考えるが、訳の分からないものとなってしまう。ゲストとしてNMB48やゆず、タッキー&翼が出演したこともある。
コーナー冒頭では、FROM IRON FACTORYのライブのシーンがあるが、ゲストが登場する場合はそのシーンでそのゲストの歌を放送する。

### 3rdシーズン
アーティスト ナオ・ミラー
サイレント映画「アーティスト」のパロディで、新人女優のナオ・ミラー（渡辺）がオーディションで監督（吉村）が出したお題（というより無茶振り）を言葉を出さずに演出する。2ndシーズンのコント「家政婦のミダ」の流れをくむコント。
ツアーコンダクター ぺぺ
ツアーコンダクターのペペ（加賀美）が、ツアー客（渡辺・綾部・ノブ）が訳してほしい内容を英訳するのだが、綾部によって訳す内容がだんだん下ネタになっていき、それを気にせず英訳するぺぺにノブが振り回されていく。
動物と話せる少年 ペーター
天才!志村どうぶつ園のコーナー、動物と話せる女・ハイジのパロディ。ハイジつながりで牧童の恰好をした動物と会話できる少年・ペーター（大悟）がアルパカといった動物と共にお笑い番組のオーディションに挑戦する。
天狗～まいったなぁぁ 綾部天狗～
綾部の天狗キャラを反映したコント。顔を真っ赤に塗り、特殊メイクで鼻を伸ばした綾部天狗が控室に入り、控室にいるメンバー（テーブルに西内・渡辺・澤部・徳井・大林、化粧台のテーブルに又吉・岩井）に、わざとらしく自分の売れっ子振り（月9やファッション雑誌に出演、友人が俳優の伊勢谷友介、など）を鼻をいじりながらアピールするも、後から控室に来た加賀美に容赦ない一言を言われ、文字通り「天狗の鼻をへし折られる」ことになってしまう。なお、相方である又吉がオチ担当である。テーマ曲はフォーカスの「悪魔の呪文」。
ハイパーメンタリストダイゴ
ハイパーメンタリストのダイゴ（大悟）がメンタリズムをするが、司会（ノブ）の制止を振り切り、徐々にゲストの人（西内、加賀美）にセクハラをする。なおもう一人のゲスト（渡辺）には「うるせえ。」と言う。
リニューアル平清盛
視聴率が伸び悩むドラマ「平清盛」のテコ入れを図るが、ラーメンを食べる、AKB48選抜総選挙の中継をする、掃除ロボットが出るなど、時代背景を無視したテコ入れに、主役の俳優（ノブ）が監督（又吉）とAD（大悟）に抗議するが、2人は気にしていない。
健介 北斗のちびっ子レスリング
北斗（通称チャコ・澤部）と健介（吉村）がちびっ子（西内、大林など）にレスリングの基本を教えるが、健介が可愛さの余り、北斗に過剰な愛情表現をするようになる。それに対し北斗は健介を投げ飛ばすも、最後は二人で抱き合い別の部屋に入っていく。
嗚呼!!ウグイス嬢
県大会の決勝で野球部の監督（綾部）とマネージャー（西内）が亡くなった部員（ノブ）のために選手全員（又吉、吉村、徳井、大林、西森、岩井、澤部）達と共に黙祷をするが、その最中にウグイス嬢（渡辺）の選手のオーダーの発表が途中からいやらしくなっていき、それを聞いた思春期の選手達は股間を押さえ、歩けなくなって倒れこむ。
きの〜ごの森▲
「お台場ピカールランド」の人気アトラクション「きの〜ごの森」で、白と水色のきのこの擬人化キャラクターで、周りにきのこの兄の「きのいち」「きのに」「きのさん」「きのよん」を付け、通称「キモカワイイ王子」きの〜ご（大悟）に、まりやちゃん（西内）は大喜びするが、きの〜ごの王国内で起こったブラックな内容のエピソードを興味深く聞くまりやちゃんに、パパ（澤部）が戸惑う。4thシーズンからは、奥の小屋から姉の「きのろく」「きのなな」、従兄弟の「しいたけ」が登場するようになった。
激せま店 わた子
上司（徳井）と部下（大林）が極端に狭い小料理店に入るが、店主のわた子（渡辺）が大柄な体格、店の狭さを無視した様々なことをするために色々な問題が起き、それに伴い上司の秘密がばれていく。他に阪神ファンのおっさん（西森）、酔いつぶれた会社員（岩井）が登場する。
おまたレボリューション
クリス松村似のオネエタレントおまたレボリューション（又吉）によるコント。BGMに渡辺美里の「My Revolution」が使用される。
加賀美セイラの個人的見解・カガミよ、カガミ
童話『白雪姫』のパロディ。魔女（渡辺）が鏡の精（加賀美）に「この世で一番美しいのは誰だい?」と問いかけると「それは白雪姫（西内）です」と答えるが、以降は魔女と白雪姫と小人（大林・澤部・岩井・徳井・ノブ）の「この世で一番○○なのは?」の質問に、鏡の精の個人的な見解で回答する。
GANBARU STYLE
「江南スタイル」のパロディ。「WATANABE PSY」に扮した渡辺が、PVの「逆風の中で歩く」シーンを再現する。この映像は動画サイト「PouTube」で配信されているという設定になっており、時間がたつごとに右下の「再生回数」が上がっていくが、渡辺が転倒したら曲は中断され、その瞬間何故か再生回数が減少し、最終的には0になる。
双子の蜜
グラビア撮影にやって来た壇蜜にプロデューサー（澤部）とカメラマン（徳井）は喜ぶが、双子の妹である大柄な体型の直蜜（渡辺）の登場に、プロデューサーが困惑。撮影でも壇蜜を撮るカメラマンのテンションは上がるが、直蜜になるとテンションが下がった上に帰ってしまい、替わりにアシスタント（大林・岩井）の大林が撮ることとなる。
お気の毒あいうえお体操
子供番組の設定で体操のお兄さんに扮した又吉と体操のお姉さんに扮した西内が、気の毒な人をテーマにした、あいうえお作文を言いながら体操をする。

### 4thシーズン
映画泥棒
「NO MORE 映画泥棒」のパロディで、西森ポリスが、対象となるメンバーの顔写真をつけたビデオカメラのカメラ男にそのメンバーに対するダメ出しをする。
LINEスタンプ
澤部が自宅で岩井とLINEでやりとりをしているとLINEのスタンプのキャラクターが現れスタンプの使い方が間違っていると指摘するが、その正しい使い方は明らかに変なものばかりである。
ナオ・ミゼラブル
レ・ミゼラブルのパロディ。
ミュージカルの途中で渡辺が大量の水を被った後、セットの陰からジャンベル・ジャンに扮する又吉が現れ水を被る渡辺の姿を何かに例える。
なおちゃん
『あまちゃん』のパロディ。
海女の修行をしている天野まりや（西内）に海に潜るお手本を見せるために、体重98kgの「北三陸の伝説の海女」なおちゃん（渡辺）が海（を模した水槽）の底の岩の隙間にあるウニを獲るため、潜水に挑戦する。ナレーションは中谷ゆみ。
本家を忠実に再現するために、このコント放送時のみ画面左上に時刻表示を行う。コントの最後には「まだまだなおちゃんですが・・・」として、このコントの後に放送されるコントやコーナーの予告が流れる。
アベノミクス
報道番組「ピカルSTATION」で、安倍総理（ノブ）が閣僚（綾部、又吉、西森、大林、渡辺、徳井、岩井、大悟）にアベノミクスで以前と変わったことなどを聞くが、次第に関係のない話になっていく。
ADガチ奮闘記
「クイズ!!綾部さん以外全員正解です」にて綾部並の低い正答率だった渡辺と大悟がADに扮し、企画会議というシチュエーションコントの中でホワイトボードに著名人の名前を漢字で書くが、大概が不正解となり他のメンバーから突っ込まれる。

## コーナー

### 1stシーズン
ピカルトーク
既に各分野でピカっている人＝ピカリストを呼び、その人のエピソードを紹介しながら芸能界でピカるための定理を引き出していく。
ゴシップピカール
謎の女性ゴシップピカールが運営する同名の匿名掲示板に書き込まれたという設定で、番組スタッフが入手したピカリ隊のゴシップを暴露する。暴露されたメンバーには、先輩芸人が必ず一度は経験する罰ゲーム（通称・レジェンド罰ゲーム）を受けるハメになる。
ゴシップガールのパロディで、ナレーションもゴシップガールの吹き替えをした、たかはし智秋が担当する。
Picatter
Twitterのパロディ。毎回、ピカリ隊が平野に好きな文章をつぶやかせる。
実際にあるTwitterのタイムラインを意識した映像になっている。
平野がパーソナリティーを務めていたRADIOアニメロミックスのあやごえのコーナーと似ている。
ニカクの頼んまっせ!ランキング
当時の裏番組である『お願い!ランキング』のパロディ。
お願い!調査隊ならぬ頼んまっせ!調査隊の笑福亭ニカク師匠（大林）がちょい足しをする。
1位だけのランキングだが、足されるものは大阪や関西で人気のある物である。
ナレーションやおねがい戦士のようなキャラクターの声を平野が担当した。
元々仁鶴師匠のモノマネは大林の持ちネタである。そのため、『サタデー・ナイト・ライブ JPN』にもニカク師匠が登場した。
楽屋あいさつ
様々な師匠の楽屋に訪問し、挨拶をする。このコントから他のコーナーに派生することがある。
師匠のキャラクターは演者自身のアイディアによるもの。
ピカルの定理マガジンに未公開映像としてセミ師匠が収録。
PCR1/8 芸人と恋したら…◆
AKB48の恋愛シミュレーションゲーム『AKB1/48 アイドルと恋したら…』のパロディ企画。2011年5月7日放送のみ大林が充電中のため、男性陣の数に合わせタイトルやパッケージが「PCR1/7 芸人と恋したら…」になっていた。ピカリ隊男性陣が恋愛シミュレーションゲームのキャラクターに扮し、それぞれ最も自信のある告白の文句を披露する。女性陣がゲームのプレイヤーとなって批評し、もしその言葉で告白されたら受けるか断るかを判断する。

### 2ndシーズン
やっぱし今夜はフォルテッシモ
「水戸発トレンディ情報番組」というキャッチコピーで放送する茨城のローカル音楽番組という設定。ゲスト歌手を呼び、茨城との比較をする。実際に茨城出身の綾部（MC ミック小川役）・渡辺（アシスタントのなおたん役）が進行。ハライチの2人はコメンテーター（ツッコミ）として登場。5月21日放送分から、ハライチの他に大島と夏菜が交代で出演することがある。
スナックじゅりあな★
女子会コントのキャラ・森江（西森）がオープンしたお店「スナックじゅりあな」にゲストが来店したという設定で、バブルネタを混ぜながらトークしていく。3rdシーズンからは、店員として同じく女子会コントのキャラ・サワヨ（澤部）、トークの仕切り役として綾部、お客として渡辺、加賀美などが登場する。
BGMにM.C.ハマーの「U・キャント・タッチ・ジス」が使われている。
サタデー・ナイト・ライブを体験
6月4日からピカルの定理枠内で放送される『サタデー・ナイト・ライブ JPN』に向けて、アメリカで放送中の本家サタデー・ナイト・ライブを充電中の大林が見学。「見学すれば充電完了」という条件で挑んだが、現地に着いた後になって生放送が行われないことが発覚（現地スタッフとの連絡の行き違い）し、結果充電完了は不可能に。しかし、大林の希望により「本場のスタンダップコメディで爆笑を取れたら充電完了」に変更。何とか笑いを取ることができたため充電完了とみなし、翌週の第1回サタデー・ナイトライブ・JPNから復帰となった。
サイコの晩餐
タイトルとセットは絵画「最後の晩餐」のパロディ。「サイコキャラ」である徳井が普通の人なら引いてしまうようなゲテモノ料理（実際に店で出されているメニュー）を臆せず食べ、普通に感想を述べる。なお、徳井は過去に『(株)世界衝撃映像社』でのロケでも出されたゲテモノ料理を簡単に平らげている。
カメレオン 〜バレずに潜入の定理〜★▲
過去に単発深夜枠で放送された企画をレギュラー化。
メンバーが特定の場所に潜入、バレない様に紛れ込む。タイムアップか第三者に指摘された時点で終了となる。事前に設定された潜入難易度によって1秒ごとに報酬が加算される（1レベルにつき1秒10円、難易度が上がると基本額が上昇）。また、事前に提示されたミッションをクリアするとさらに報酬が加算される（「メモを取る」「話しかける」などの簡単なミッションは低額、「突然転ぶ」「年収を聞く」などの難しく見つかる危険性も高くなるミッションは高額）。
2ndシーズン初回、3rdシーズン初回は2人による対決を行い、獲得報酬の高い方が勝利となり報酬を獲得。2回目以降はそれまでの最高額獲得者への挑戦となり、新記録を樹立すれば報酬獲得、下回れば報酬はゼロとなる。
2ndシーズン終了時の最高額は澤部の49万1250円、3rdシーズン・4thシーズンの最高額は西森の53万2200円。
テーマ曲はマイケル・ジャクソンの『スムーズ・クリミナル』。
特別編　逆カメレオン
ゲストが番組スタッフに扮し、コントや打ち合わせの場に潜入して、ピカリ隊に気付かれない様にする逆バージョン。進行は番組収録を欠席するという設定の千鳥が行う。
二宮和也（嵐）と草彅剛（SMAP）が挑戦者として出演しており、二宮は通常のルールでコント収録現場に大道具スタッフとして潜入、草彅は綾部・渡辺・吉村がそれぞれ打ち合わせをする部屋に新人ADとして潜入、3つのミッションをクリアすれば成功というルールで行われた。
三銃士吹き替えオーディション
黒吉村Pが取ってきたビッグなお仕事として映画「三銃士/王妃の首飾りとダ・ヴィンチの飛行船」に登場する悪役・ジュサック役の吹き替えオーディションを男子メンバーで開催。その結果、吉村が採用され実際に吹き替えに挑戦。また、女子勢も含めた全員がエキストラの吹き替えに挑戦した。
明日の占いカウントダウン★
朝の情報番組『めざましテレビ』内で放送されている「今日の占いカウントダウン」のパロディ。ナレーションは夏菜→西内、他のメンバーはランキングに対するコメントをする。
謎の占い師・ムーンプリンス又吉監修の星座別明日の占いを発表する。1位の際コメントは、最後に必ず「絶対!絶対!絶対!」、最下位のラッキーパーソンは「シルエットが○○に似たオッサン（あるいはオバサン）」となるのが恒例になっている。相方の綾部がいて座（12月13日生まれ）であるためか、いて座の順位は毎回低く大多数の回で7位以下、最下位の回数も非常に多かった。3rdシーズンからは登場した回のゲストの星座も発表されるようになった。
また、出張占いとしてゲストを占うこともある。この企画では夏菜→徳井が進行を行う。

### 3rdシーズン
西内まりおのイケメンCOLLECTION▲
Picatterの流れを汲む企画。Seventeenで行われた男装コンテストで優勝した西内が「西内まりお」となり、会社の上司、同級生といった定められたシチュエーションの中で、他のピカリ隊が「自分が女性だったら言われたい言葉」を西内に言わせる。テーマ曲は嵐の『Love so sweet』。
警備員 北木島大悟▲
岡山県にある北木島出身の北木島大悟（大悟）が警備員として、フジテレビ湾岸スタジオ玄関入口の警備を勤めるが、芸能人をあまり知らないので、スタジオ入りする芸能人を片っ端から止め、芸能人だと証明するための無茶振りとも言えるお願いをし、芸能人を困らせる。
初回はピースが標的となり、以降は新人警備員に扮した綾部がツッコミ役として加わる。
華の芸能界ぐるっと1周クイズ
芸能界に関する正解がたくさんあるクイズを、巨大時計の針にしがみついた状態で答える。1分間で時計の針は一周し、その間にいくつ答えられるかで競う。時計の針から手を離すと、黒吉村ゾーン（墨汁のプール）に落ち、失格となる。
司会は黒吉村プロデューサーと西内で、それ以外のメンバー全員がゲームに参加した。最後は黒吉村プロデューサーも私物のカバンを背負った状態でやらされた。
このコーナーの収録終了後、メンバーに水曜8時に時間帯昇格することが伝えられた。
クイズ!!綾部さん以外全員正解です▲
近年ドラマなど、お笑い以外の仕事で活躍する綾部であるが、そんな綾部にもかわいい所があるとして、ノブと加賀美が司会、西内を除く残りのメンバー10人が解答者となり、綾部以外のメンバーが綾部だけが答えられなさそうな問題を作り、綾部以外のメンバー9人が全員正解で企画終了となる。綾部以上に正解率が低い渡辺と大悟の2人が正解出来るかが大きなカギとなる。
コロッケ＆渡辺直美▲
2012年6月20日のスナックじゅりあなでコロッケと渡辺直美が共演したことがきっかけで始まった企画。コロッケとメンチカツ（渡辺）のモノマネショーの設定で、舞台裏でのスペシャルコントと舞台でメンバーたちを迎えた無茶振りモノマネショーを行う。

### 4thシーズン
出張　激せま店わた子
3rdシーズンのコント「激せま店わた子」の派生コーナー。
ゲストの楽屋にゲストが不在の間に4畳半の激せま店のセットを作り、そのことを知らずに楽屋に戻って来たゲストが来店したという形のコーナー。
視聴者からホームページで募集した「激せまな悩み」にゲストとわた子（渡辺）と店主のノブ、常連客のサラリーマンに扮した大林、綾部、徳井、吉村、又吉が答える。
ビショムニ
『ショムニ2013』のパロディ。ローションで濡れている通路を渡り熱いコーヒー（挑戦する人数によりコーヒーの数は異なる）を社長（徳井）に渡し、残ったコーヒーを持ってもう一度通路を渡り戻ってくるゲーム。
60秒以内に成功しないか、コーヒーを全てこぼすとゲームオーバー。
進行はベッキー演じるまどかに扮したノブ。ゲームに挑戦するのはマタコ（又吉）、アヤコ（綾部）、サワコ（澤部）、ニシコ（西森）、ダイコ（大悟）、ムラコ（吉村）、チナツ（江角マキコ演じる千夏に扮した渡辺）の7人。

### ピカルプロジェクト
「番組を通じてピカり、芸能界で唯一無二の存在になる」という本来の目的を果たすため、3rdシーズンから開始したプロジェクト企画。
ピカリ隊メンバーが自らの特技を生かし、特訓を積んで芸能人やプロスポーツ選手と対決する企画。以前から行われていた又吉のフリーキック対決を第1弾としており、以降を第2弾とナンバリングしている。
なでピこJAPAN 又穂希
特技がサッカーである又吉が「又穂希」、吉村が「ノリ佐々木」に扮し、元プロサッカー選手やサッカーがうまい芸能人とのフリーキック対決を行う。
ゴールは、通常のゴールが「ピカルの定理」のロゴ文字で塞がれているが、唯一左上の「ピ」の半濁点の部分が空いており、そこにボールを蹴って穴に通す。5本勝負で行い入れた本数の多い方の勝利（同点の場合は点差が付くまで行うサドンデスに突入）。又吉が勝てば対戦相手からサイン入りボールを獲得。負けた場合は罰としてディエゴ・マラドーナのそっくりさん（ディエゴ（ストロベビー））から「神の手」と称して又吉にビンタ、吉村にパンチの制裁を加えられる。
3rdシーズンからは3つのゴールが設定され、番組のロゴ文字の「ピカルの定理」の左上の「ピ」の半濁点のボール4個分の穴（直径90cm）は1ポイント、中央下の「の」の円の部分のボール3個分の穴（直径54cm）は3ポイント、右上の「水10」の0の部分のボール2個分の穴（直径45cm）は10ポイントと設定された。
2012年7月25日放送分から、又吉と吉村を除くメンバーの顔写真が的として使われる「ピカルイレブン」となり、水色の大きな的の澤部と渡辺が1点、黄緑の中くらいの的の西森と大林と徳井と大悟とノブが3点、黄色の小さい的の綾部と加賀美が5点、ピンクの極小の的の西内が10点に設定され、1度的に当たるとその得点は使えなくなる。的に直撃させればボールをゴールに貫通させなくても得点となる（的の周りの壁に当たった衝撃で的が落ちても得点にならない）。ただし、ゴールの両側に岩井の的があり、そこに当てて倒してしまうとマイナス5点となり、的を一度倒しても再び立てられる。
BGMにユニコーンの『おかしな2人』が使用されている。
破天荒吉村 競馬ジョッキーへの道
「(株)世界衝撃映像社」にてラクダレースの騎手に挑戦し、素質があるとされた吉村が、ギャンビットという名の馬とペアを組み、JRAのプロの騎手と対決する。
第1回は三浦皇成と対決。600m勝負で、ハンデキャップとして吉村は5秒先にスタートできる。しかし、敗北したため泣きの再戦としてハンデを7秒にして挑戦し、勝利することができた。
第2回では福永祐一と対決。800m延長して1400m勝負で、ハンデ10秒で対決するも惜敗。泣きの再戦として『とんねるずのみなさんのおかげでした』で購入した70万円の時計を賭けてハンデ17秒にして再戦。再戦では勝利し、面目を保つことができた。また、福永から愛用している競馬用の鞭が贈られた。
第3回では浜中俊と対決。対戦の舞台は東京競馬場で前回と同じ1400m勝負。ハンデ8秒での一発勝負であったが、吉村が勝利。また、浜中から吉村の名前入りジョッキーパンツが贈られた。
なお、この企画がきっかけとなり、2013年5月26日の第80回日本ダービー当日の第5レース「ホープフルジョッキーズ」で吉村が表彰式のプレゼンターを務めている。
第4回は舞台を大井競馬場に移して更に2013年の大晦日決戦と言う最高の舞台で行なわれた。対戦相手はこの年の有馬記念を最後に引退するオルフェーヴルで制覇した池添謙一が相手で3大会同じ1400mで勝負した。池添も有馬制覇時の勝負服で挑む等と本気だったが吉村が4連勝を決めた。
第5回は遂に日本が世界に誇れるNo.1騎手の武豊との対決が実現した。
第4回以降は『ピカルの定理』終了後であるため、4回は大晦日の特別番組での放送となった。
モンスターエンジン西森 芸能界最速!カート王への道
車好きの西森（コントキャラの「くるまくん」として挑戦）が芸能界のカート王を目指し、芸能界屈指のカート女王南明奈とのカート対決を行う。
ルールはサーキットコース1周のタイムアタック。スタートはスタンディングスタートで行う。南先攻で交互に2回ずつ挑戦し、ベストタイムが早かったほうの勝利。また、スペシャルルールとして挑戦前に各自6個のパイロンをコース内に自由に設置することができる（スラロームの設定も可能）。さらに、西森が負けた場合はペナルティとして西森の車と免許証を番組が1か月間没収、その間の移動をギア付き自転車で行わなければならない。
結果は南が51秒234、西森が52秒033で敗北し、約束通り免許が1か月間没収された。
PICALINE POP 澤部・天才シューターへの道
バスケが得意な澤部がバスケの3ポイントシュートで対決する企画。
LINE内アプリ「LINE POP」をベースにした「PICALINE POP」に挑戦。画面上の3レーンに青・緑・桃のボールが積み上げられており、各色に対応したボールを各レーンに対応したゴールに入れることができれば成功。レーン上に同じ色のボールが落とされる。ボールは縦・横・斜めに3つ以上繋がると消える。シュート成功で10ポイント、1ライン消すごとに30ポイント。さらにシュートが成功した場合は失敗するまで連続で挑戦できる。
澤部と五十嵐圭との対決。1セット交互に4回チャレンジし、獲得ポイントの多い方がセットを獲得。2セット獲得した方の勝利となる。
結果は2-1（240-200、220-330、490-370）で敗北し、罰として「もっと熱くなるように」ということで安西先生に扮した渡辺から激辛チョコレートを食べさせられた。

## 特別番組
ホメられてピカるくん!!!
2011年1月1日0:45 - 5:00放送。同時期に放送開始した『ホメられてノビるくん』との合同特番。フジテレビ系列21局で新年1発目の生放送特番として放送。スタジオでのお仕事獲得バトルをメインに、出演者の自宅訪問、出演者宛てメールの紹介、鷲宮神社の中継を行った。また、毎年行われる『最強運芸能人決定戦。』もこの番組で行われた。
ピカルの定理2012 ハッピーがニューしてイヤーしちゃうSP
2012年1月1日0:45 - 5:00放送。フジテレビ系列24局で新年1発目の生放送特番として放送。板東英二などピカル大好き芸能人がゲストとして出演。視聴者・芸能人が抱えるピカリ隊への不満を解消すべく、おバカをテーマにしたクイズ、リアクション芸対決、ものまね対決、フリーキック対決などの企画を行った。この番組で生放送でピアノ速弾きに失敗した岩井は罰として丸坊主にされた。また、イマつぶによる番組へのリアルタイムの感想も随時流された。毎年この時間帯で行われていた『最強運芸能人決定戦。』はこの年から行われず、代わりに明日の占いカウントダウンの2012年版を放送した。
ピカルの定理拡大生放送スペシャル
2012年12月12日22:00 - 23:09放送。フリーキック対決において不甲斐無い試合を続ける又穂希（又吉）に対し岩井が挑戦状を叩きつけ、お互いの髪を賭けた対決を実施。結果は11対5で又吉の勝利となり、岩井は2度目の丸坊主にされてしまった。
ピカルの定理2013 ハッピーがニューしてイヤーしちゃうSP
2013年1月1日2:30 - 5:00放送。『ロケットライブ』スペシャルの後に放送。「メンズナックル」の徳井がコントキャラ（「メンズナックル」から又吉・大林・徳井・加賀美、「白鳥美麗」から渡辺・綾部・吉村・西内、「スナックじゅりあな」から西森・澤部、「北木島大悟」から大悟、ノブのみ私服）を呼び寄せてファミレスで「もしものシミュレーションバラエティー お試しかっ! 」のコーナー「帰れま10」の形式で、インターネットで行われた人気コントランキングベスト10を当てるゲームに挑戦する。（「カメレオン」「フリーキック対決」などの企画は対象外）。外した場合はその都度罰として岩井が作った特大パエリア12人前を全員で分けて完食しなければならない。また、選んだコントの裏話や未公開コントなども放送された。今回は前回と違い、録画放送だった。
発表されたランキングは以下の通り。
| 順位 | コント                         | 順位 | コント                      | 順位 | コント                     |
| ---- | ------------------------------ | ---- | --------------------------- | ---- | -------------------------- |
| 1位  | 白鳥美麗物語                   | 11位 | オレンジの衝撃              | 21位 | カモメが翔んだ日           |
| 2位  | ビバリとルイ                   | 12位 | ガンバルスタイル            | 22位 | NO!NO!NO!                  |
| 3位  | テブラーシカ                   | 13位 | ちょいちょい                | 23位 | 破転校生                   |
| 4位  | メンズナックルに憧れて         | 14位 | 年の差婚                    | 24位 | Picatter                   |
| 5位  | きの～ごの森                   | 15位 | 攻めないプロデューサー      | 26位 | いがぐりたもつとウサギさん |
| 6位  | 特集"女子会"                   | 16位 | 激せま店 わた子             | 26位 | フェティッシュ             |
| 7位  | 西内まりおのイケメンCOLLECTION | 17位 | のびのび戦士 ユトリンジャー | 27位 | 絆                         |
| 8位  | 警備員 北木島大悟              | 18位 | マタエなう                  | 28位 | FROM IRON FACTORY          |
| 9位  | まいったなぁぁ                 | 19位 | やばまんJAPAN               | 29位 | ナイスカップル             |
| 10位 | パチモンマーチ                 | 20位 | ツアーコンダクターPePe      | 30位 | ワイルドボーイ英語講座     |

## イベント
バレンがタインしちゃうスペシャルライブ（2011年2月13日）
来場者数2500人。このイベントの模様はバレンがタインしちゃうSPとして2月15日に放送された。
「仏像芸人」「気にしすぎプロデューサー」新作コント映像、「ビバリとルイ」「とんこつくん」「オレンジの衝撃」の生コント、「テブラーシカ」「ニカクの頼んまっせ!ランキング」「著名人からのお祝いメッセージ（広末りょことキャンドル・ジョン）」の新作コント映像、スペシャルバージョンのピカッターを行った。
ONE NIGHT ONLY x ピカルの定理 スペシャルライブ（2011年8月12日）
お台場合衆国にて行われたイベント。大島を除くピカリ隊が参加した。コカ・コーラの世界キャンペーンを担当するイギリスのバンドONE NIGHT ONLYが夏のキャンペーンCMとタイアップした「ひとつになれ〜キャン・ユー・フィール・イット」などを歌唱した。
サマーがバケーでションしちゃうぞフェスティバル（2011年8月27日）
お台場合衆国にて行われたイベント。来場者数6000人。会場には「やばまんJAPAN」に対し、本家のあやまんJAPANがゲスト出演。このイベントの模様は9月3日に放送された。
東京ガールズコレクション（2011年9月3日）
吉村・綾部・大島・渡辺が「白鳥美麗物語」のキャラクターとしてゲスト参加。このイベントの模様は9月10日に放送された。
ハチのタマをジャックしちゃったミュージアム（2011年9月23日〜2011年11月23日）
番組コントで使用した衣装や小道具、写真撮影用の顔抜きパネルなどが展示された。フジテレビの球体展望台で当初1ヶ月の予定だったが好評のため2ヶ月に延長して行われ、14万人を動員した。番組内でも出演者がコントキャラに扮するなどしてミュージアムの告知をほぼ毎週行っていた。出張版を福岡のテレビ西日本で開催。初日に行われたオープニングセレモニーには綾部・大島・西森・澤部がコントキャラに扮して参加した。（2011年12月23日〜25日）
ピカルの定理 トークライブ in 東京モーターショー2011 （2011年12月9日）
フジテレビと同じお台場の東京ビッグサイトで開催していた東京モーターショーにフジテレビもブースを出展。そこでピカリ隊がデートで使えるの定理をテーマにトークした。

## 主題歌
OP
the telephones「sick rocks」
挿入歌
the telephones「DaDaDa」1stシーズン第11回 -
ED
the telephones「Love&DISCO」1stシーズン第1回 - 第16回、2nsシーズン第1回 -
体育館裏困り隊「困ったLOVE」1stシーズン第17回 - 第22回

## ネット局
1stシーズン（深夜番組時代・2010年10月 - 2011年3月）ネット局
| 放送対象地域 | 放送局                  | 系列           | 放送日時                             | 放送期間                       | ネット状況 |
| ------------ | ----------------------- | -------------- | ------------------------------------ | ------------------------------ | ---------- |
| 関東広域圏   | フジテレビ（CX）        | フジテレビ系列 | 水曜 0:45 - 1:10（火曜深夜）         | 2010年10月20日 - 2011年3月23日 | 制作局     |
| 宮城県       | 仙台放送（OX）          | フジテレビ系列 | 水曜 0:45 - 1:10（火曜深夜）         | 2010年10月20日 - 2011年3月23日 | 同時ネット |
| 山形県       | さくらんぼテレビ（SAY） | フジテレビ系列 | 水曜 0:35 - 1:00（火曜深夜）         | 2010年10月27日 - 不明          | 遅れネット |
| 新潟県       | 新潟総合テレビ（NST）   | フジテレビ系列 | 木曜 0:35 - 1:00（毎週水曜深夜）     | 2010年10月28日 - 不明          | 遅れネット |
| 富山県       | 富山テレビ（BBT）       | フジテレビ系列 | 月曜 0:25 - 0:50（毎週日曜深夜）     | 2010年11月22日 - 不明          | 遅れネット |
| 中京広域圏   | 東海テレビ（THK）       | フジテレビ系列 | 土曜 2:55 - 3:20（金曜深夜）         | 2010年10月28日 - 不明          | 遅れネット |
| 兵庫県       | サンテレビ（SUN）       | 独立局         | 土曜 21:00 - 21:24                   | 2011年1月29日 - 3月26日        | 遅れネット |
| 広島県       | テレビ新広島（tss）     | フジテレビ系列 | 毎週水曜 0:35 - 1:00（毎週火曜深夜） | 2010年10月27日 - 不明          | 遅れネット |
| 愛媛県       | テレビ愛媛（EBC）       | フジテレビ系列 | 土曜 2:10 - 2:40（金曜深夜）         | 2010年12月3日 - 不明           | 遅れネット |
| 福岡県       | テレビ西日本（TNC）     | フジテレビ系列 | 水曜 0:35 - 1:00（火曜深夜）         | 2010年10月27日 - 不明          | 遅れネット |
| 熊本県       | テレビくまもと（TKU）   | フジテレビ系列 | 金曜 0:35 - 1:05（木曜深夜）         | 2010年11月5日 - 不明           | 遅れネット |
| 沖縄県       | 沖縄テレビ（OTV）       | フジテレビ系列 | 土曜 1:20 - 1:45（金曜深夜）         | 2010年11月6日 - 不明           | 遅れネット |

2ndシーズン（土曜23時台・2011年4月16日 - 2012年3月）ネット局
| 放送対象地域  | 放送局                    | 系列                                         | 放送日時                     | ネット状況 |
| ------------- | ------------------------- | -------------------------------------------- | ---------------------------- | ---------- |
| 関東広域圏    | フジテレビ（CX）          | フジテレビ系列                               | 土曜 23:10 - 23:55           | 制作局     |
| 北海道        | 北海道文化放送（uhb）     | フジテレビ系列                               | 土曜 23:10 - 23:55           | 同時ネット |
| 岩手県        | 岩手めんこいテレビ（mit） | フジテレビ系列                               | 土曜 23:10 - 23:55           | 同時ネット |
| 宮城県        | 仙台放送（OX）            | フジテレビ系列                               | 土曜 23:10 - 23:55           | 同時ネット |
| 秋田県        | 秋田テレビ（AKT）         | フジテレビ系列                               | 土曜 23:10 - 23:55           | 同時ネット |
| 山形県        | さくらんぼテレビ（SAY）   | フジテレビ系列                               | 土曜 23:10 - 23:55           | 同時ネット |
| 福島県        | 福島テレビ（FTV）         | フジテレビ系列                               | 土曜 23:10 - 23:55           | 同時ネット |
| 新潟県        | 新潟総合テレビ（NST）     | フジテレビ系列                               | 土曜 23:10 - 23:55           | 同時ネット |
| 長野県        | 長野放送（NBS）           | フジテレビ系列                               | 土曜 23:10 - 23:55           | 同時ネット |
| 静岡県        | テレビ静岡（SUT）         | フジテレビ系列                               | 土曜 23:10 - 23:55           | 同時ネット |
| 富山県        | 富山テレビ（BBT）         | フジテレビ系列                               | 土曜 23:10 - 23:55           | 同時ネット |
| 石川県        | 石川テレビ（ITC）         | フジテレビ系列                               | 土曜 23:10 - 23:55           | 同時ネット |
| 福井県        | 福井テレビ（FTB）         | フジテレビ系列                               | 土曜 23:10 - 23:55           | 同時ネット |
| 中京広域圏    | 東海テレビ（THK）         | フジテレビ系列                               | 土曜 23:10 - 23:55           | 同時ネット |
| 近畿広域圏    | 関西テレビ（KTV）         | フジテレビ系列                               | 土曜 23:10 - 23:55           | 同時ネット |
| 鳥取県 島根県 | 山陰中央テレビ（TSK）     | フジテレビ系列                               | 土曜 23:10 - 23:55           | 同時ネット |
| 岡山県 香川県 | 岡山放送（OHK）           | フジテレビ系列                               | 土曜 23:10 - 23:55           | 同時ネット |
| 広島県        | テレビ新広島（tss）       | フジテレビ系列                               | 土曜 23:10 - 23:55           | 同時ネット |
| 愛媛県        | テレビ愛媛（EBC）         | フジテレビ系列                               | 土曜 23:10 - 23:55           | 同時ネット |
| 高知県        | 高知さんさんテレビ（KSS） | フジテレビ系列                               | 土曜 23:10 - 23:55           | 同時ネット |
| 福岡県        | テレビ西日本（TNC）       | フジテレビ系列                               | 土曜 23:10 - 23:55           | 同時ネット |
| 佐賀県        | サガテレビ（STS）         | フジテレビ系列                               | 土曜 23:10 - 23:55           | 同時ネット |
| 長崎県        | テレビ長崎（KTN）         | フジテレビ系列                               | 土曜 23:10 - 23:55           | 同時ネット |
| 熊本県        | テレビくまもと（TKU）     | フジテレビ系列                               | 土曜 23:10 - 23:55           | 同時ネット |
| 鹿児島県      | 鹿児島テレビ（KTS）       | フジテレビ系列                               | 土曜 23:10 - 23:55           | 同時ネット |
| 沖縄県        | 沖縄テレビ（OTV）         | フジテレビ系列                               | 土曜 23:10 - 23:55           | 同時ネット |
| 宮崎県        | テレビ宮崎（UMK）         | フジテレビ系列 日本テレビ系列 テレビ朝日系列 | 日曜 0:50 - 1:35（土曜深夜） | 遅れネット |
| 山口県        | テレビ山口（tys）         | TBS系列                                      | 土曜 0:15 - 1:00（金曜深夜） | 遅れネット |

3rdシーズン（水曜22時台・2012年4月 - 2013年3月）ネット局
| 放送対象地域  | 放送局                    | 系列                                         | 放送日時                     | ネット状況 | 備考                |
| ------------- | ------------------------- | -------------------------------------------- | ---------------------------- | ---------- | ------------------- |
| 関東広域圏    | フジテレビ（CX）          | フジテレビ系列                               | 水曜 22:00 - 22:54           | 制作局     | 制作局              |
| 北海道        | 北海道文化放送（uhb）     | フジテレビ系列                               | 水曜 22:00 - 22:54           | 同時ネット |                     |
| 岩手県        | 岩手めんこいテレビ（mit） | フジテレビ系列                               | 水曜 22:00 - 22:54           | 同時ネット |                     |
| 宮城県        | 仙台放送（OX）            | フジテレビ系列                               | 水曜 22:00 - 22:54           | 同時ネット |                     |
| 秋田県        | 秋田テレビ（AKT）         | フジテレビ系列                               | 水曜 22:00 - 22:54           | 同時ネット |                     |
| 山形県        | さくらんぼテレビ（SAY）   | フジテレビ系列                               | 水曜 22:00 - 22:54           | 同時ネット |                     |
| 福島県        | 福島テレビ（FTV）         | フジテレビ系列                               | 水曜 22:00 - 22:54           | 同時ネット |                     |
| 新潟県        | 新潟総合テレビ（NST）     | フジテレビ系列                               | 水曜 22:00 - 22:54           | 同時ネット |                     |
| 長野県        | 長野放送（NBS）           | フジテレビ系列                               | 水曜 22:00 - 22:54           | 同時ネット |                     |
| 静岡県        | テレビ静岡（SUT）         | フジテレビ系列                               | 水曜 22:00 - 22:54           | 同時ネット |                     |
| 富山県        | 富山テレビ（BBT）         | フジテレビ系列                               | 水曜 22:00 - 22:54           | 同時ネット |                     |
| 石川県        | 石川テレビ（ITC）         | フジテレビ系列                               | 水曜 22:00 - 22:54           | 同時ネット |                     |
| 福井県        | 福井テレビ（FTB）         | フジテレビ系列                               | 水曜 22:00 - 22:54           | 同時ネット |                     |
| 中京広域圏    | 東海テレビ（THK）         | フジテレビ系列                               | 水曜 22:00 - 22:54           | 同時ネット |                     |
| 近畿広域圏    | 関西テレビ（KTV）         | フジテレビ系列                               | 水曜 22:00 - 22:54           | 同時ネット |                     |
| 鳥取県 島根県 | 山陰中央テレビ（TSK）     | フジテレビ系列                               | 水曜 22:00 - 22:54           | 同時ネット |                     |
| 岡山県 香川県 | 岡山放送（OHK）           | フジテレビ系列                               | 水曜 22:00 - 22:54           | 同時ネット |                     |
| 広島県        | テレビ新広島（tss）       | フジテレビ系列                               | 水曜 22:00 - 22:54           | 同時ネット |                     |
| 愛媛県        | テレビ愛媛（EBC）         | フジテレビ系列                               | 水曜 22:00 - 22:54           | 同時ネット |                     |
| 高知県        | 高知さんさんテレビ（KSS） | フジテレビ系列                               | 水曜 22:00 - 22:54           | 同時ネット |                     |
| 福岡県        | テレビ西日本（TNC）       | フジテレビ系列                               | 水曜 22:00 - 22:54           | 同時ネット |                     |
| 佐賀県        | サガテレビ（STS）         | フジテレビ系列                               | 水曜 22:00 - 22:54           | 同時ネット |                     |
| 長崎県        | テレビ長崎（KTN）         | フジテレビ系列                               | 水曜 22:00 - 22:54           | 同時ネット |                     |
| 熊本県        | テレビくまもと（TKU）     | フジテレビ系列                               | 水曜 22:00 - 22:54           | 同時ネット |                     |
| 宮崎県        | テレビ宮崎（UMK）         | フジテレビ系列 日本テレビ系列 テレビ朝日系列 | 水曜 22:00 - 22:54           | 同時ネット |                     |
| 鹿児島県      | 鹿児島テレビ（KTS）       | フジテレビ系列                               | 水曜 22:00 - 22:54           | 同時ネット |                     |
| 沖縄県        | 沖縄テレビ（OTV）         | フジテレビ系列                               | 水曜 22:00 - 22:54           | 同時ネット |                     |
| 大分県        | テレビ大分（TOS）         | 日本テレビ系列 フジテレビ系列                | 金曜 0:38 - 1:33（木曜深夜） | 遅れネット |                     |
| 山口県        | テレビ山口（tys）         | TBS系列                                      | 土曜 0:15 - 1:10（金曜深夜） | 遅れネット | [ 注 12 ]           |
| 青森県        | 青森放送（RAB）           | 日本テレビ系列                               | 不定期放送                   | 遅れネット | [ 注 13 ] [ 注 14 ] |

4thシーズン（水曜20時台・2013年4月 - 9月）ネット局
| 放送対象地域  | 放送局                    | 系列                                         | 放送日時           | ネット状況 |
| ------------- | ------------------------- | -------------------------------------------- | ------------------ | ---------- |
| 関東広域圏    | フジテレビ（CX）          | フジテレビ系列                               | 水曜 19:57 - 20:54 | 制作局     |
| 北海道        | 北海道文化放送（uhb）     | フジテレビ系列                               | 水曜 19:57 - 20:54 | 同時ネット |
| 岩手県        | 岩手めんこいテレビ（mit） | フジテレビ系列                               | 水曜 19:57 - 20:54 | 同時ネット |
| 宮城県        | 仙台放送（OX）            | フジテレビ系列                               | 水曜 19:57 - 20:54 | 同時ネット |
| 秋田県        | 秋田テレビ（AKT）         | フジテレビ系列                               | 水曜 19:57 - 20:54 | 同時ネット |
| 山形県        | さくらんぼテレビ（SAY）   | フジテレビ系列                               | 水曜 19:57 - 20:54 | 同時ネット |
| 福島県        | 福島テレビ（FTV）         | フジテレビ系列                               | 水曜 19:57 - 20:54 | 同時ネット |
| 新潟県        | 新潟総合テレビ（NST）     | フジテレビ系列                               | 水曜 19:57 - 20:54 | 同時ネット |
| 長野県        | 長野放送（NBS）           | フジテレビ系列                               | 水曜 19:57 - 20:54 | 同時ネット |
| 静岡県        | テレビ静岡（SUT）         | フジテレビ系列                               | 水曜 19:57 - 20:54 | 同時ネット |
| 富山県        | 富山テレビ（BBT）         | フジテレビ系列                               | 水曜 19:57 - 20:54 | 同時ネット |
| 石川県        | 石川テレビ（ITC）         | フジテレビ系列                               | 水曜 19:57 - 20:54 | 同時ネット |
| 福井県        | 福井テレビ（FTB）         | フジテレビ系列                               | 水曜 19:57 - 20:54 | 同時ネット |
| 中京広域圏    | 東海テレビ（THK）         | フジテレビ系列                               | 水曜 19:57 - 20:54 | 同時ネット |
| 近畿広域圏    | 関西テレビ（KTV）         | フジテレビ系列                               | 水曜 19:57 - 20:54 | 同時ネット |
| 鳥取県 島根県 | 山陰中央テレビ（TSK）     | フジテレビ系列                               | 水曜 19:57 - 20:54 | 同時ネット |
| 岡山県 香川県 | 岡山放送（OHK）           | フジテレビ系列                               | 水曜 19:57 - 20:54 | 同時ネット |
| 広島県        | テレビ新広島（tss）       | フジテレビ系列                               | 水曜 19:57 - 20:54 | 同時ネット |
| 愛媛県        | テレビ愛媛（EBC）         | フジテレビ系列                               | 水曜 19:57 - 20:54 | 同時ネット |
| 高知県        | 高知さんさんテレビ（KSS） | フジテレビ系列                               | 水曜 19:57 - 20:54 | 同時ネット |
| 福岡県        | テレビ西日本（TNC）       | フジテレビ系列                               | 水曜 19:57 - 20:54 | 同時ネット |
| 佐賀県        | サガテレビ（STS）         | フジテレビ系列                               | 水曜 19:57 - 20:54 | 同時ネット |
| 長崎県        | テレビ長崎（KTN）         | フジテレビ系列                               | 水曜 19:57 - 20:54 | 同時ネット |
| 熊本県        | テレビくまもと（TKU）     | フジテレビ系列                               | 水曜 19:57 - 20:54 | 同時ネット |
| 宮崎県        | テレビ宮崎（UMK）         | フジテレビ系列 日本テレビ系列 テレビ朝日系列 | 水曜 19:57 - 20:54 | 同時ネット |
| 鹿児島県      | 鹿児島テレビ（KTS）       | フジテレビ系列                               | 水曜 19:57 - 20:54 | 同時ネット |
| 沖縄県        | 沖縄テレビ（OTV）         | フジテレビ系列                               | 水曜 19:57 - 20:54 | 同時ネット |

## スタッフ

### 最終回時点
- 企画：片岡飛鳥（フジテレビ、以前は企画統括）
- 構成：都築浩、樋口卓治（古舘プロジェクト）、山内正之、藤谷弥生、大井洋一、岐部昌幸（吉田正樹事務所）、前原卓磨、栗坂祐輝、久馬歩（ザ・プラン9）
- TD：高瀬義美（ニユーテレス）
- SW：宮崎健司（ニユーテレス）
- CAM：小出豊（ニユーテレス）
- VE：土井理沙・山下悠介（共にニユーテレス）
- 照明：藤沢勝
- 音声：高橋幸則（ニユーテレス）
- 美術制作：桐山三千代（フジテレビ）
- デザイン：邨山直也（フジテレビ）
- 美術進行：林勇（フジアール）、平山雄大
- 大道具：浅見大、藤沢和雄
- アクリル装飾：斉藤祐介
- 植木装飾：後藤健
- 生花装飾：荒川直史
- 装飾：門間誠
- 特殊装置：後藤祐介、枝茂孝
- 視覚効果：鈴木希望
- 衣装：津幡真優
- 持道具：後藤綾
- メイク：原田智佳
- かつら：佐野泰葉
- スチール：米谷圭司
- CG：瀬井貴之（フジテレビ）、安居院一展、イアリンジャパン
- TK：海老澤廉子
- 編集：後藤勝利、二戸部光一、森本高生、齋藤義亨、板倉圭太、佐川正弘
- MA：鈴木久美子（IMAGICA）
- ペイント：吉澤真純（IMAGICA）
- 音効：千本洋（Digital Circus）
- 音楽：石毛輝（the telephones）
- 技術協力：ニユーテレス、fmt（旧FLT）、IMAGICA
- ナレーション：勝杏里（メイン）
- 広報：片山正康（フジテレビ）
- 広告宣伝：稲葉恵子（フジテレビ）
- デスク：山下智美
- 制作協力：MTG
- FD：田中雄大、小林信平
- AP：山ノ内禎枝
- 制作プロデューサー：五十嵐久也（ウィッシュカンパニー）
- ディレクター：木月洋介・浜崎綾（共にフジテレビ）、橋田裕元、箕臼高志、光用さやか、阿部裕一郎、一場孝夫（NET WEB、以前はFD）
- 演出：福山晋司（フジテレビ、以前はディレクター）
- プロデューサー：北口富紀子（フジテレビ、2011年8月 - ）
- チーフプロデューサー：中嶋優一（フジテレビ、2012年8月 - 、以前はプロデューサー → 一時離脱）
- 制作：フジテレビバラエティ制作センター
- 制作著作：フジテレビ

### 過去のスタッフ
- 構成：福田雄一、長谷川優、橋本りょうじ、城田和哉
- ナレーション：平野綾（メイン）、たかはし智秋（ゴシップピカール）、松元真一郎（仏像芸人）、榎並大二郎（フジテレビアナウンサー、体育館裏困り隊）、綾部祐二（1stシーズン第22回）、牧原俊幸（当時フジテレビアナウンサー、いがぐりたもつとウサギさん）
- 照明：安藤雄郎（FLT）、斉藤拓己
- 音声：片山勇、浮所哲也
- デザイン：武田麻衣子
- 美術進行：石田博己（フジアール）、林直樹
- 特殊装置：樋口真樹
- スチール：福富達弘
- 編集：太田正人（IMAGICA）
- 音効：松長芳樹（Digital Circus）
- 技術協力：八峯テレビ
- 編成：塩原充顕・高瀬敦也・安喜昌史・川本洋平（全員フジテレビ、高瀬は当時）
- デスク：市川亜季、長沼明日香
- AP：藤井貴代美、小坂井望江、中野加奈子（NET WEB）、佐藤恵里
- ディレクター：日置祐貴・加藤智章（共にフジテレビ）
- プロデューサー：明松功（当時フジテレビ、1stシーズン - 2ndシーズン前期、2ndシーズン後期は監修を担当）